# Histoire de Saint-Quentin

Les armoiries de la ville de Saint-Quentin se blasonnent ainsi :
D'azur, à un buste de Saint-Quentin d'argent, accompagné de trois fleurs de lis d'or, deux en chef et une en pointe,.
Devise : Pro deo rege et patria (Pour Dieu, le Roi et la Patrie).
Ornements extérieurs : épée et clef entrecroisées derrière le blason
Croix des maïeurs.
Croix de chevalier de la Légion d'honneur.
Croix de guerre 1914-1918 avec palme.

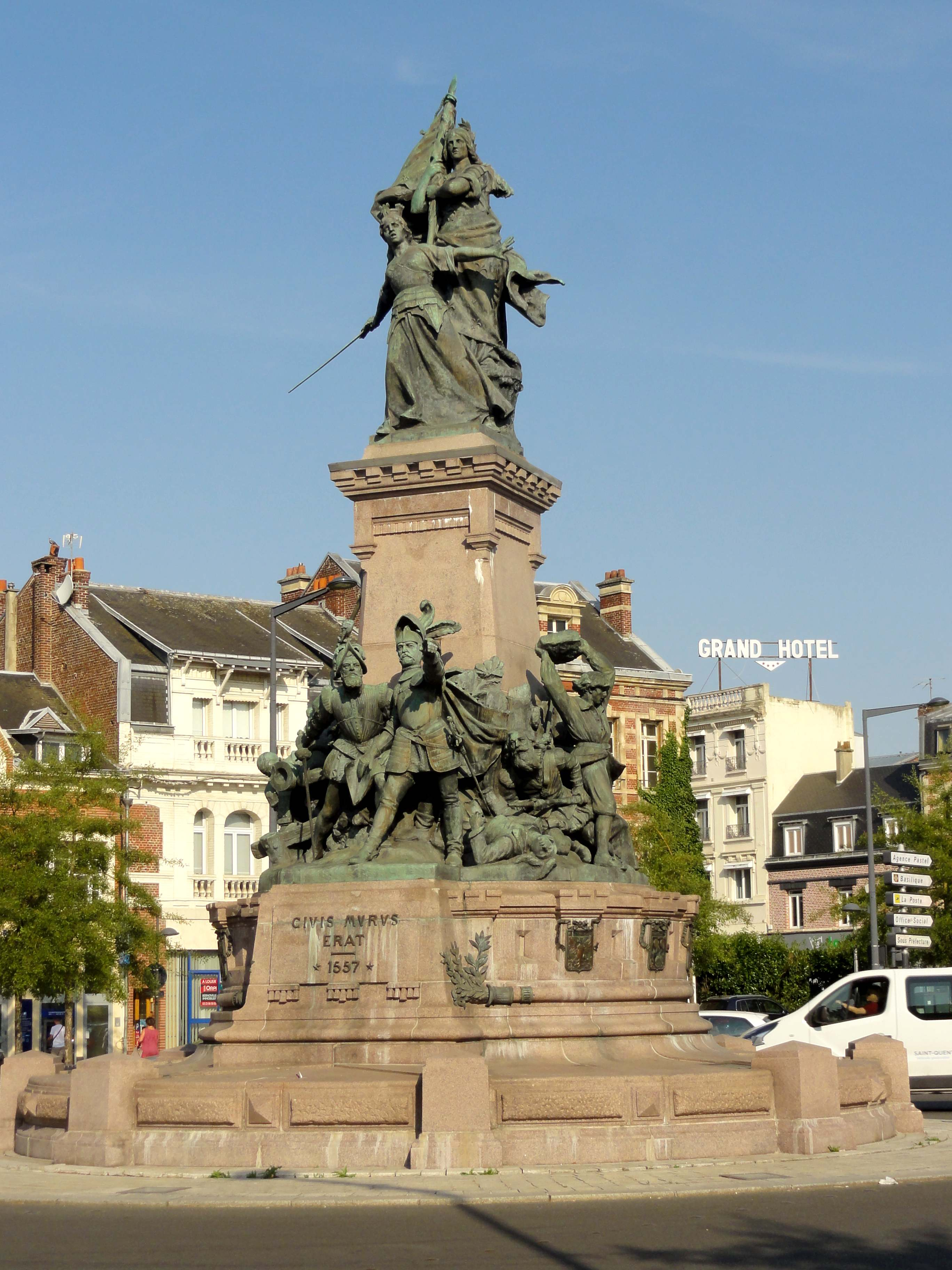
Saint-Quentin, Civis murus erat monument commémoratif la bataille de 1557 par Corneille Theunissen.

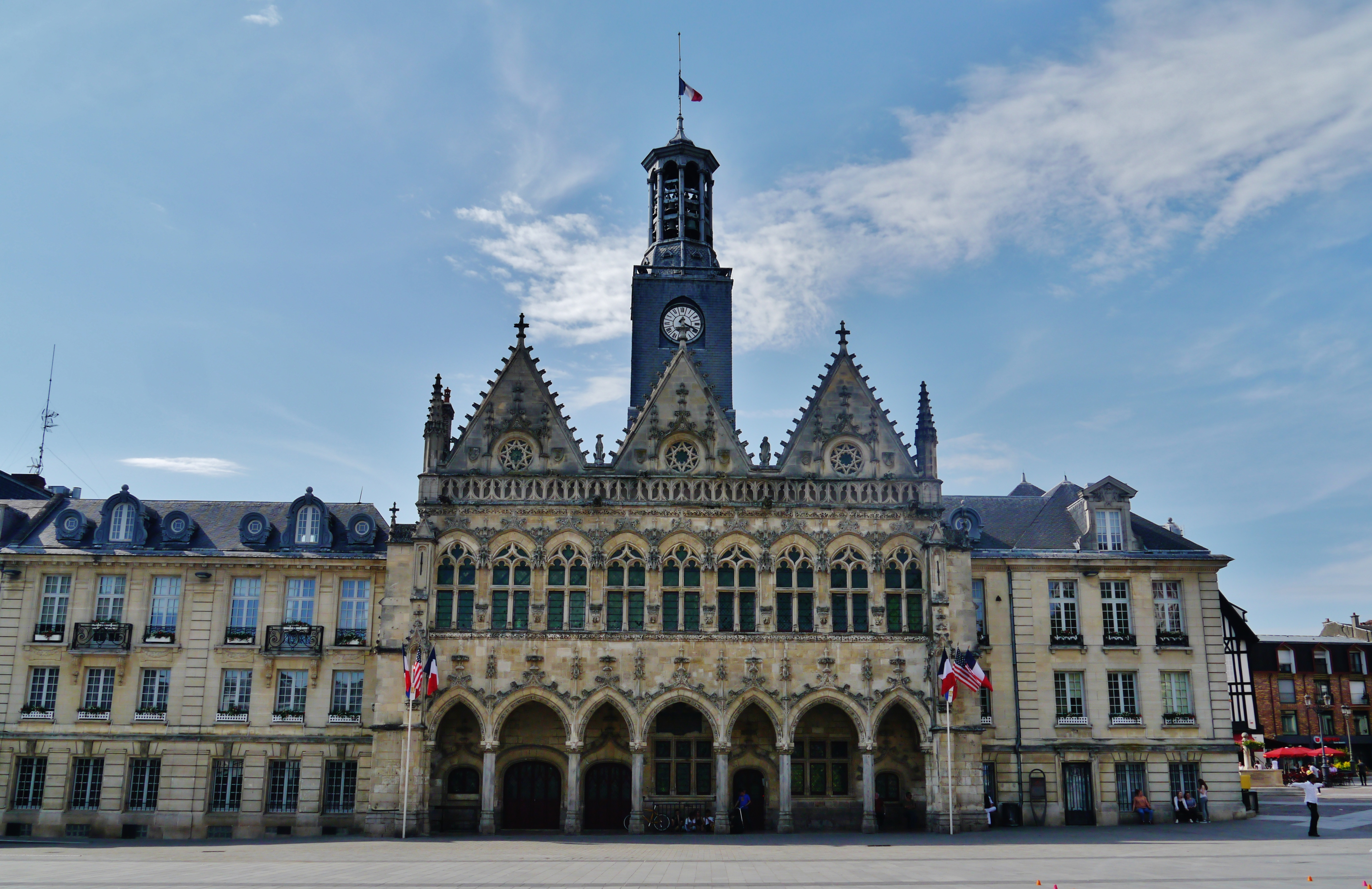
Hôtel de ville de Saint-Quentin.

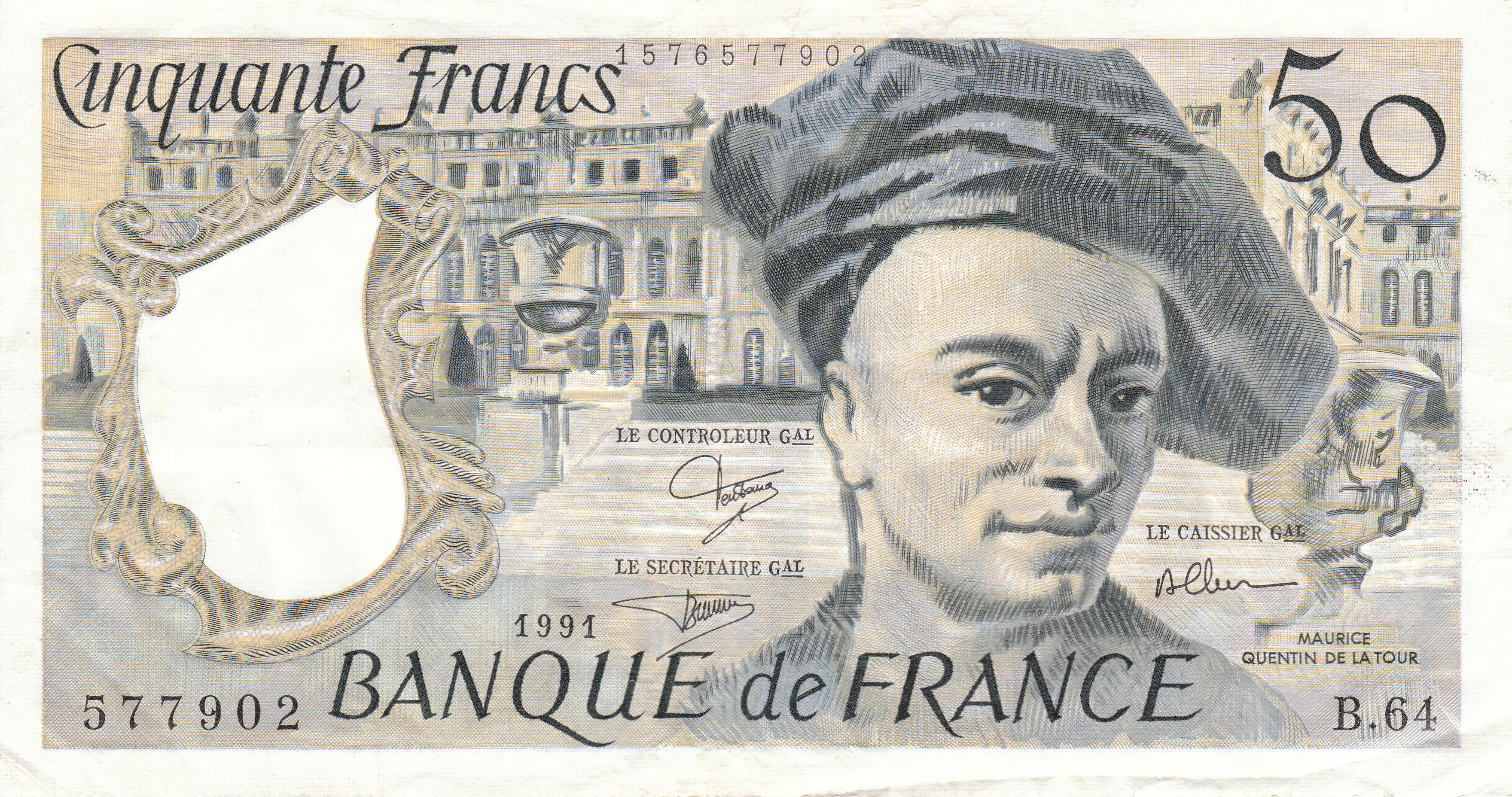
Billet de 50 francs représentant Maurice-Quentin de La Tour.

L'histoire de Saint-Quentin, commencerait, en l'état actuel des connaissances, à l'âge du fer avec l'arrivée de Viromanduens, peuple gaulois qui s'installa dans la région. Au Ier siècle, les Romains construisirent une ville qui prit le nom d'Augusta Viromanduorum. C'est au IXe siècle qu'apparut dans les textes le nom actuel de la ville Sanctum Quintinum. La cité connut une période de prospérité jusqu'au XIVe siècle avec le développement de l'industrie textile. Elle subit les invasions espagnoles au XVIe siècle mais fut épargnée par les guerres du XVIIe siècle. Le XVIIIe siècle vit naître dans ses murs le plus illustre de ses enfants Maurice-Quentin de La Tour, portraitiste et pastelliste de grand talent. Au XIXe siècle, Saint-Quentin développa son industrie mais la Première Guerre mondiale laissa la ville en ruine. La reconstruction de l'entre-deux-guerres lui a donné sa physionomie actuelle. Touchée par la désindustrialisation de la fin du XXe siècle, Saint-Quentin peine à retrouver son dynamisme d'antan.

## Antiquité

### Saint-Quentin, ville gallo-romaine
La ville a été fondée par les Romains, au Ier siècle, et prit le relai de l’oppidum de Vermand comme chef-lieu des Viromanduens, peuple celte belge qui occupait la région. Elle reçut le nom d’Augusta Viromanduorum, en l'honneur de l'empereur Auguste. Le site correspondait à un gué qui permettait de franchir la Somme. Elle devint le chef-lieu de la Civitas des Viromanduens.
L'occupation humaine du site dura globalement du Ier au IIIe siècle. Au IVe siècle, la ville semble avoir été désertée au profit de Vermand.
En 2010, des fouilles archéologiques ont mis au jour des vestiges de la ville gallo-romaine, en centre ville, rue Émile-Zola. Ils ont été datés pour les plus anciens de la seconde moitié du Ier siècle et pour les plus récents du troisième tiers du IIIe siècle. Ont été retrouvés des éléments de chaussée antiques, des vestiges d'habitations, des monnaies de Trajan et d'Hadrien, des céramiques.

### Le martyre de saint Quentin
Quentin aurait été le fils du sénateur Zénon. Il partit de Rome dans la seconde moitié du IIIe siècle et arriva en Gaule belgique avec douze compagnons. Quentin se rendit à Amiens où il prêcha l’Évangile le préfet romain Rictiovarus l'aurait fait arrêté et torturé, mais Quentin refusa d’abjurer sa foi. Le préfet décida alors de l’envoyer à Reims, capitale de la Gaule belgique, pour l’y faire juger. Mais, parvenu à Augusta Viromanduorum, Quentin, s'échappa et recommença sa prédication. Rictiovarus aurait alors décidé d’en finir : Quentin fut torturé de nouveau, décapité  et son corps jeté par dans les marais qui entourent la Somme. Le tombeau du martyr devint un lieu de pèlerinage important depuis le VIe siècle au moins.
La ville prit le nom de Saint-Quentin par la suite première mention écrite en 842.

## Moyen Âge

### Haut Moyen Âge, Saint-Quentin ville de pèlerinage
Dès le VIe siècle, de nombreux fidèles venus du Nord de la France vinrent en pèlerinage sur le tombeau de saint Quentin. Selon Grégoire de Tours, de nombreux miracles se produisaient. Les recherches archéologiques menées par Christian Sapin en 2009 sous la crypte ont permis de découvrir de nombreuses sépultures à proximité du lieu d'inhumation présumé de Quentin, ce qui confirme le développement du culte de saint Quentin dès le début du Moyen Âge.

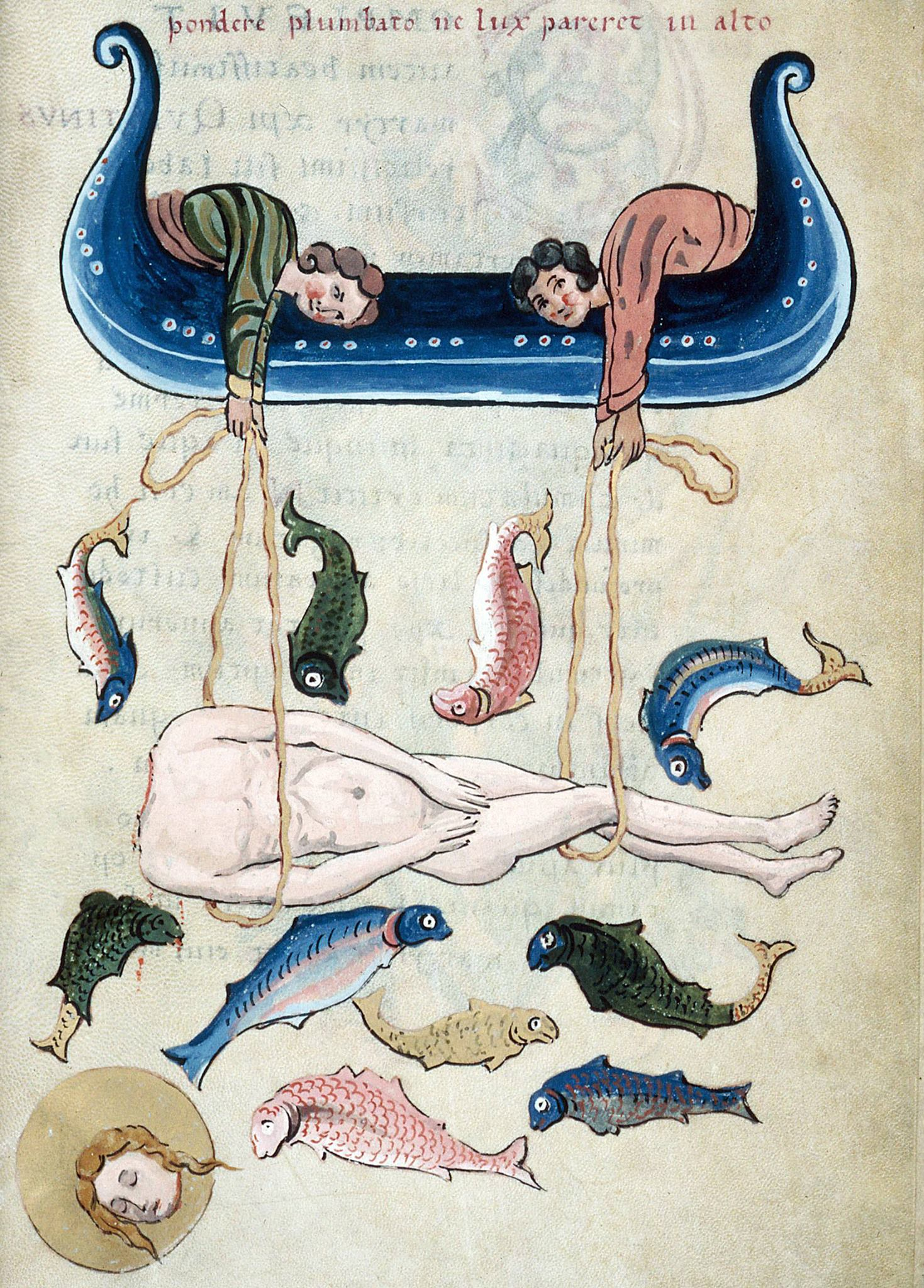
Découverte du chef et du corps de saint Quentin dans la Somme, Vita et miracula s. Quintini, vers 1100 (bibliothèque municipale de Saint-Quentin).

Éloi de Noyon, vers 641, redécouvrit la sépulture de Quentin et repéra la dépouille du saint, parmi les nombreux corps enterrés à ses côtés depuis le IVe siècle, grâce aux clous plantés dans les épaules du saint lors de son martyre. Eloi de Noyon aurait placé les reliques dans une châsse richement décorée qu'il aurait lui-même réalisée. Grâce aux subsides du roi Clovis II, Eloi fit bâtir une nouvelle église pour y accueillir les reliques du saint en 651,.
Au VIIIe   et   IXe siècle, plusieurs abbés de Saint-Quentin furent de proches parents des souverains carolingiens, ce qui permit à l'église, grâce aux largesses royales et impériales, de se développer rapidement. En 741, Jérôme, fils de Charles Martel et proche conseiller de Pépin le Bref, devint comte-abbé de Saint-Quentin.
L'abbaye apparaît dans un texte célèbre : une lettre de l'empereur Charlemagne qui convoquait l'abbé Fulrad de Saint-Quentin et ses vassaux à l'Ost en 806. À partir du IXe siècle, Saint-Quentin était devenue le centre économique et politique du comté de Vermandois. Dès le Xe siècle, les comtes de Vermandois (issus de la famille carolingienne, puis capétienne) sont très puissants.
Selon l'historien Emmanuel Lemaire, l'église en construction fut bénie le 2 août 816  par le pape Étienne IV, de passage dans la région avant le sacre à Reims de l'empereur Louis le Pieux.
En 834, neuf ans après la mort de Fulrad, Hugues, fils de Charlemagne et chancelier de l'empereur Louis le Pieux, devint abbé de Saint-Quentin et le demeura jusqu'à sa mort en 844.
Le 7 mars 845, le comte-abbé Adélard, successeur d'Hugues, fit déposer dans cette crypte auprès de la dépouille de saint Quentin, le corps de saint Cassien en présence du roi Charles le Chauve. De même, en 893, grâce à un don de l'évêque d'Amiens Otgaire, l'église de Saint-Quentin accueillit le corps de saint Victoric, compagnon de saint Quentin. En ces deux occasions, la crypte fut élargie pour accueillir les corps des saints.
Dans la seconde moitié du IXe siècle, les chanoines, constitués en chapitre ou collège, remplacèrent les moines. L'église devint alors collégiale car dotée d'un chapitre canonial. Incendiée par les Vikings en 883, l'église fut réparée par l'abbé Thierry et entourée de fortifications de 886 à 893.

### Moyen Âge classique, Saint-Quentin ville drapante

#### La commune de Saint-Quentin
L'essor urbain des XIe et XIIe siècles suscita une volonté d'autonomie de la bourgeoisie urbaine particulièrement actif en Picardie. L'augmentation de la population urbaine créait un besoin spécifique d'administration urbaine que les seigneurs n'étaient pas en mesure de fournir. Le comte de Vermandois, Herbert IV, seigneur de Saint-Quentin préféra la négociation plutôt que l'affrontement avec les bourgeois. Il leur octroya, vers 1080, une charte de franchises qui leur garantissait une large autonomie politique et fiscale, la commune de Saint-Quentin était née.
Raoul Ier de Vermandois fonda à Saint-Quentin vers 1140, le collège des Bons Enfants pour l'éducation des garçons qui fut confiée aux chanoines. Trois professeurs y enseignèrent jusqu'au XVIIe siècle. Le collège fut fermé en 1793.

#### Reconstruction de la collégiale Saint-Quentin
Vers 1170, afin d'accueillir des pèlerins de plus en plus nombreux, le collège de chanoines décida la construction d'une imposante collégiale. Le chantier de l'église débuta à la fin du XIIe siècle et s'arrêta trois siècles plus tard.
Le 2 mai 1227, Enguerrand III, seigneur de Coucy, offrit au chapitre de la collégiale trois châsses ornées d'or, d'argent et de pierreries pour y accueillir les corps de saint Quentin, saint Cassien et saint Victoric. L'année suivante, les tombeaux furent installés dans la nef de l'église carolingienne dans l'attente de l'achèvement du chœur de la nouvelle église gothique.
Le 2 septembre 1257, en présence de nombreux seigneurs et de plusieurs évêques, le roi Saint Louis, accompagné de ses fils Louis et Philippe, se rendit à Saint-Quentin. il assista à la translation des reliques de saint Quentin, saint Cassien et saint Victoric dans le chœur.

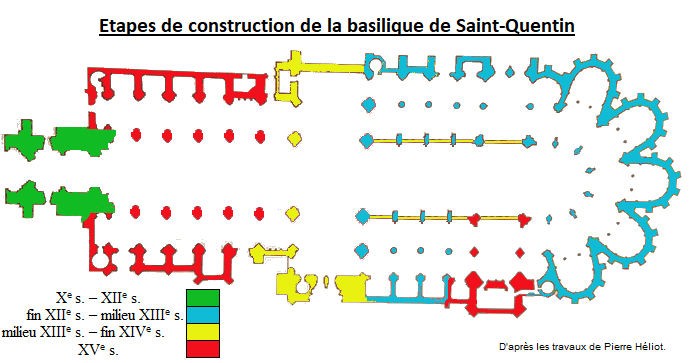

L'édifice témoigne d'une époque fervente et prospère lorsque la ville était à la fois foyer religieux et position stratégique aux confins nord du royaume. Au commencement du XIIIe siècle, plus de 70 chanoines desservaient la collégiale, ce qui faisait du chapitre de Saint-Quentin l'un des plus importants de France. Les curés des neuf paroisses de Saint-Quentin créées en 1213 à la suite du développement de la ville étaient placés sous la juridiction du chapitre. Plusieurs chanoines de Saint-Quentin occupèrent des fonctions prestigieuses à cette époque : Jean de Saint Albans et Roger de Provins furent Premiers médecins des rois Philippe Auguste et Saint Louis. De même, Simon de Brie, après avoir été nommé chancelier de France en 1260 et cardinal en 1261, fut élu pape sous le nom de Martin IV en 1281. Ces appuis puissants permirent d'obtenir des fonds pour la construction de la nouvelle église et pour la constitution du trésor du chapitre. Par exemple, en 1251, le roi Saint Louis offrit à la collégiale un morceau de la Vraie Croix à la suite d'une requête de Roger de Provins.
À partir de la seconde moitié du XIIIe siècle, le rythme des travaux se ralentit nettement. La construction du grand transept dura ainsi environ un siècle et demi, de 1250 à 1400, avec un arrêt presque complet entre 1340 et 1380. La nef ne fut achevée qu'en 1476, plus de trois siècles après le début du chantier.
Une émeute fiscale d'importance eut notamment lieu en 1213, conduisant au bannissement du mayeur Robert Netz de Cat. En 1247, le roi Saint Louis dut se rendre dans la cité pour tenter de réconcilier commune et chapitre, ce qui n'empêcha pas une nouvelle émeute fiscale en 1295. À ces problèmes financiers s'ajoutèrent les conséquences de la guerre de Cent Ans et de la Peste noire, qui laissèrent le Vermandois ruiné et dépeuplé au début du XVe siècle.

#### LeXIIIesiècle, un âge d'or pour Saint-Quentin
Au début du XIIIe siècle, Saint-Quentin entra dans le domaine royal. À cette époque, c'était une ville florissante, en raison de son activité textile (ville drapante). Saint-Quentin fit partie de la Hanse des XVII villes, groupement de marchands drapiers de villes flamandes, picardes ou champenoises, dès 1230 et jusqu'au XIVe siècle.
Ce fut aussi une place commerciale favorisée par sa position à la frontière du royaume de France, entre les foires de Champagne et les villes de Flandre (commerce du vin, notamment) : il s'y tenait une importante foire annuelle, la foire de la saint Denis, au mois d'octobre. En 1242, les marchands forains y vendaient du drap de laine, de la sellerie, de la soie... En 1319, le roi Philippe V fixa la durée de la foire à 16 jours. Les tentes et étals des marchands étaient installés au delà des portes de la ville.
La ville bénéficia également de sa situation au cœur d'une riche région agricole (commerce des grains et de la guède).

### Bas Moyen Âge, Saint-Quentin «ville de la Somme»
À partir du XIVe siècle, Saint-Quentin subit les effets de la guerre de Cent Ans et de la Peste noire à plusieurs reprises, elle vit sa population diminuer tandis que son économie était mise en difficulté : sa foire perdit de l'importance, la production agricole fut amoindrie, etc.
Au XVe siècle, sa possession fut disputée au roi de France par les ducs de Bourgogne : par le traité d'Arras de 1435, en contrepartie de l'abandon de l'alliance anglo-bourguignonne, le roi de France concéda au duc de Bourgogne, Les « villes de la Somme » places fortes qui défendaient la frontière nord du royaume dont Saint-Quentin. Le roi Louis XI n'eut de cesse que de les recouvrer ce qui fut fait après la mort du duc de Bourgogne Charles le Téméraire. Sans combat, Saint-Quentin retourna alors définitivement à la couronne. Saint-Quentin devint une « bonne ville » fidèle au royaume de France.
De passage dans la ville le 18 juin 1477, le roi Louis XI offrit 1 100 écus d'or à la collégiale pour financer sa reconstruction. Les travaux furent conduits par Colard Noël, architecte valenciennois, et le gros œuvre fut terminé en 1487.

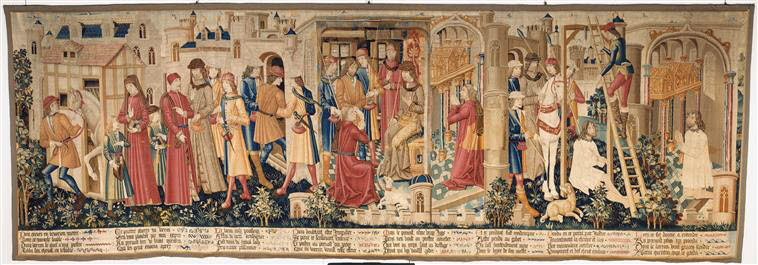
Le Miracle de saint Quentin, généralement attribué à Josse Lieferinxe, 1480-1500, musée du Louvre, Paris.

Pour récompenser les Saint-Quentinois de leur fidélité lors des guerres de Bourgogne, le roi passa également commande d'une tenture qu'il fit déposer dans la collégiale. Cette œuvre représente un des miracles traditionnellement attribués à saint Quentin et évoqués par Grégoire de Tours. Un homme, condamné à mort, aurait prié et demandé grâce devant les reliques du saint. Peu après, alors qu'il était pendu au gibet de Saint-Quentin, la corde aurait cassé, ce qui aurait été interprété par les contemporains comme un signe divin et aurait sauvé la vie du condamné. La tenture offerte par Louis XI est généralement attribuée au maître Josse Lieferinxe. Elle est conservée au musée du Louvre depuis 1828.
Son industrie textile en déclin la ville se tourna vers la production de toiles de lin. Parallèlement, elle dut faire face à d'importantes dépenses pour entretenir ses fortifications et fournir des contingents armés.

## Époque moderne

### La bataille de Saint-Quentin (1557)

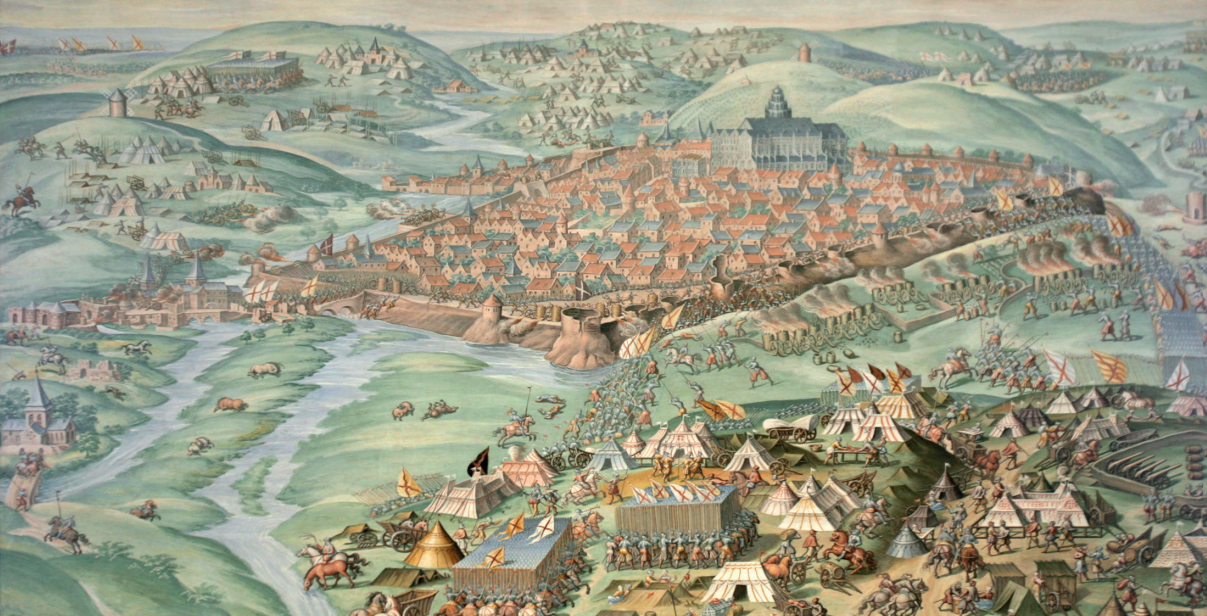
Palais de l'Escurial, salle des batailles, Fresque représentant la prise de Saint-Quentin par les Espagnols en 1557 de Fabrizio Castello (1590).

Entre  la fin du XVe siècle et jusqu'au milieu du XVIIe siècle, la ville de Saint-Quentin subit les affres de la guerre. La bataille de Saint-Quentin du 10 août 1557, est à replacer dans le contexte de la onzième guerre d'Italie. Le jour de la saint Laurent, la bataille de Saint-Quentin opposa les troupes espagnoles commandées par Emmanuel-Philibert de Savoie, lieutenant général du roi Philippe II d'Espagne, et l'armée du roi de France, Henri II, sous les ordres du connétable de Montmorency. Les Français y subirent une défaite écrasante, inférieurs en nombre, décimés par le feu roulant des arquebusiers espagnols. Ce fut une effroyable boucherie, 5 000 mercenaires allemands qui devaient combattre du côté français se rendirent, pendant que d’autres soldats tournaient les talons.
S'ensuivit un siège de 17 jours pendant lequel, la ville subit les tirs continus de l'artillerie espagnole qui firent onze brèches dans les remparts. La place fut prise par les Espagnols le 27 août. Le connétable de Montmorency, malgré sa bravoure fut fait prisonnier. Détruite, la ville fut livrée au pillage, la population dut s'enfuir. Pendant deux ans, la ville fut vidée de ses habitants. Cependant, l'armée espagnole épuisée ne put continuer sa marche vers Paris. Philippe II aurait été horrifié a la vue des cadavres entassés sur le champ de bataille et la destruction de la ville. Ce serait l'une des raisons qui l'aurait conduit à faire construire un monument expiatoire, le palais-monastère de l'Escurial, près de Madrid.

### La reprise de l'activité économique dans la seconde moitié duXVIesiècle
La paix du Cateau-Cambrésis de 1559 permit à la ville de se reconstruire. La production industrielle de Saint-Quentin reposait à l'époque sur le textile, principalement sur la fabrication d'étoffes de laine ou sayetterie. Vers 1570, apparut la fabrication de tissu en lin ou mulquinerie, le lin étant cultivé dans les campagnes alentour, rouissage, filature et même tissage se faisaient dans les villages où vivait une abondante main d'œuvre.

### Saint-Quentin auXVIIesiècle, le retour de la paix

#### La peste
Au du XVIIe siècle, la ville échappa aux combats de la Guerre franco-espagnole, qui ravageaient la Picardie mais en subit les contre-coups, l'activité économique étant perturbée, les campagnes étant ravagées. En outre, la peste sévit à Saint-Quentin dans les années 1635, 1636 et 1637. En 1636, des bourgeois saint-quentinois quittèrent la ville fuyant l'épidémie. Il leur fut ordonné de rentrer en ville au plus vite sous la menace de fortes amendes, d'être privés à jamais du droit de bourgeoisie ou de bannissement. Ils étaient considérés comme déserteurs, la ville ayant le privilège d'assurer sa sécurité par une garde militaire bourgeoise. Le pouvoir royal, apprenant un tel manquement aurait pu supprimer ce privilège et imposer à la ville une garnison dont elle aurait à assurer la charge financière.
L'épidémie de 1637 aurait fait 3 000 morts dans le Vermandois. « Le chapitre de la collégiale décida de célébrer tous les lundis une messe solennelle, continuée par une procession faite du clergé et du peuple avec intercession auprès de saint Roch, saint Sébastien, saint Louis et la Vierge Marie jusqu'à extinction de l'épidémie...
Dans la seconde moitié du XVIIe siècle, les conquêtes de Louis XIV repoussèrent la frontière du royaume plus au nord et Saint-Quentin perdit son rôle de place forte.
En 1672, fut créée par les filles de la Croix, une école gratuite pour les filles, fermée en 1794, elle fut rouverte en 1841.

#### La fabrication de toiles de lin
En 1585, un entrepreneur de Courtrai, Jean Crommelinc, fuyant la repression religieuse, dans les Pays-Bas espagnols vint s'installer à Saint-Quentin introduisant la fabrication et le blanchiment des toiles de lin. La ville se spécialisa dans la fabrication de toiles fines de lin (linon et batiste). Saint-Quentin retrouva ainsi la prospérité.

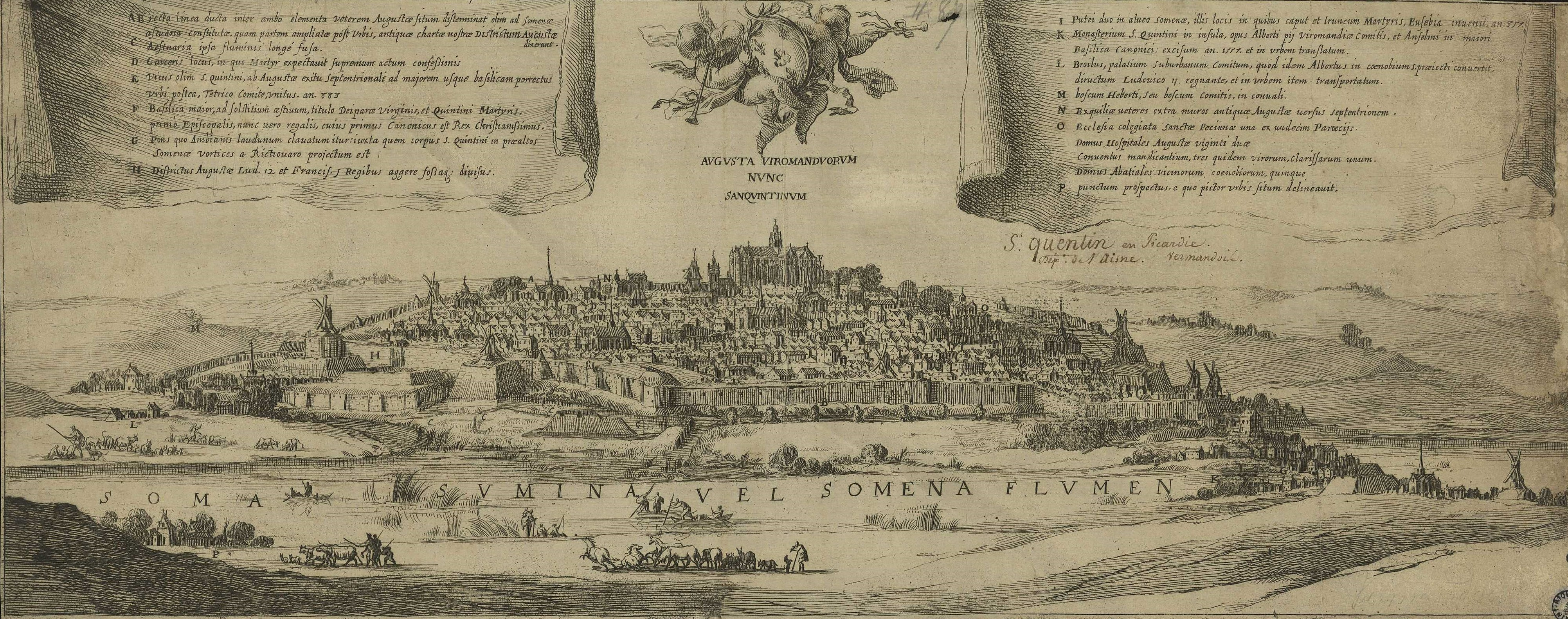
Vue de la ville de Saint-Quentin au XVIIe siècle par Michel Dorigny avec, au premier plan, la Somme.

### Saint-Quentin auXVIIIesiècle, une période de prospérité
À la fin de l'Ancien Régime, Saint-Quentin était peuplée de 9 000 habitants, ce qui en faisait une ville de seconde importance. L'industrie textile saint-quentinoise se spécialisa à partir de la fin du XVIIe siècle dans le travail du lin fabriquant des linons, des gazes, des mousselines, des articles de fantaisie... Les manufacturiers de Saint-Quentin faisaient fabriquer une partie non négligeable de leur production dans les villages des hautes vallées de la Somme, de l'Oise ou de la Serre. La famille Charpentier dominait la production saint-quentinoise et un de ses membres, installé à Cadix y servait de représentant et de commissionnaire de la société... Au XVIIIe siècle, où ces toiles étaient exportées dans toute l'Europe et aux Amériques.

#### L'influence des Lumières
Dans la seconde moitié du XVIIIe siècle, des loges maçonniques se créèrent à Saint-Quentin : la loge de Saint-Jean en 1744 et celle de l'humanité, en 1775 qui rassemblait des membres de la haute société locale en 1787 : deux négociants, un brasseur, deux inspecteurs des manufactures, un médecin, trois officiers de finances, le directeur de la Régie, deux chanoines, deux moines bénédictins, cinq capitaines du génie, un chef de brigade d'artillerie, cinq officiers de cavalerie et de marine, six écuyers et le peintre du roi Maurice-Quentin de La Tour.
Lié au mouvement philanthropique des Lumières, Maurice-Quentin de La Tour, portraitiste à succès fut un bienfaiteur de sa ville natale. Il octroya des rentes à des institutions religieuses pour leurs œuvres sociales. En 1782, il fonda une école de dessin qui existe toujours sous le nom d’École de La Tour. De retour à Saint-Quentin en 1784, il y mourut en 1788. Son fonds d'atelier et une grande partie de son œuvre furent légués à la ville par son frère.

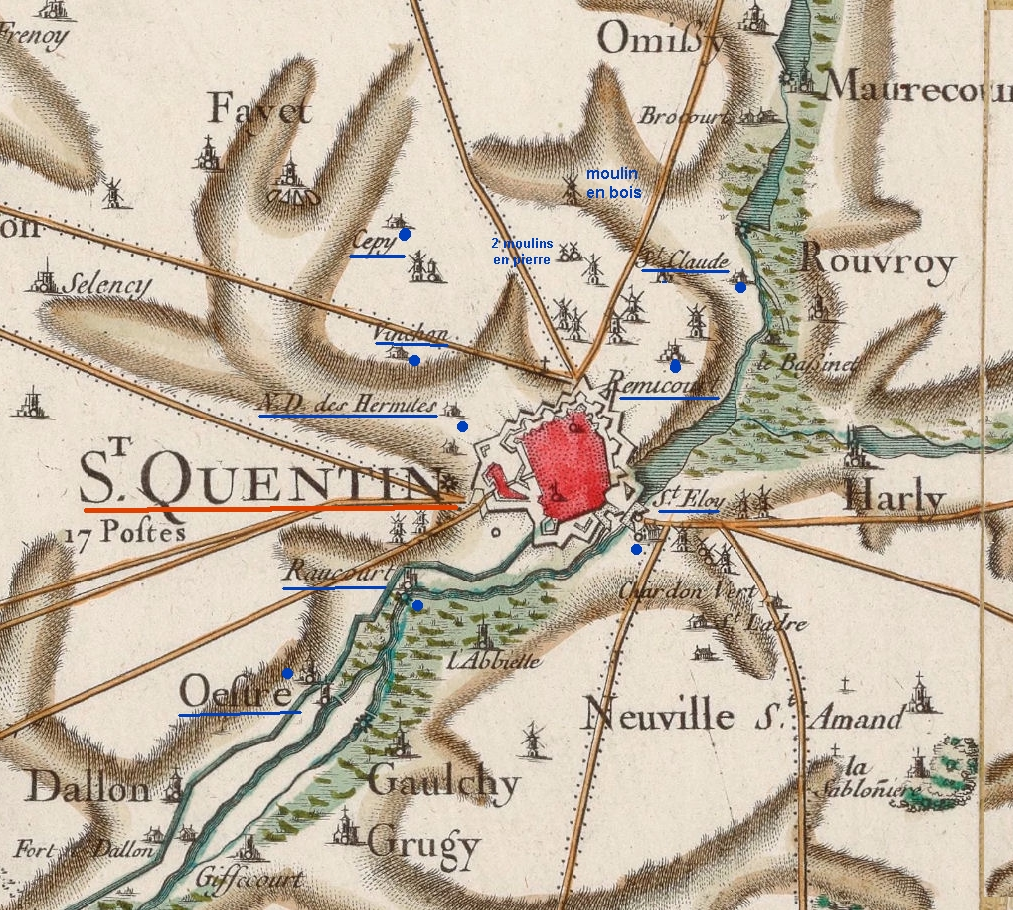
Carte de Cassini,secteur de Saint-Quentin, vers 1750.

La carte de Cassini montre qu'au XVIIIe siècle, Saint-Quentin est une ville fortifiée implantée sur la rive droite de la Somme.

Au nord, sur les hauteurs, sont représentés de nombreux moulins à vent en bois ou en pierre. Deux moulins à eau symbolisés par une roue dentée sont représentés au sud sur le cours de la Somme.

Sur la même rive sont figurés des hameaux ou des fermes qui sont aujourd'hui intégrés dans l'agglomération de Saint-Quentin :
- Remicourt, hameau dont le nom apparaît pour la première fois en l'an 982 et en 1168 dans un cartulaire de l'abbaye d'Homblières[38].
- Saint-Claude était une maison isolée situé au bord de la Somme. Aujourd'hui la polyclinique Saint-Claude en perpétue le souvenir[39].
- Raucourt (aujourd'hui Rocourt en haut de la rue de Paris) était un hameau avec un moulin à eau qui appartenait à l'abbaye Saint-Prix[40].
- Cépy était une ferme située à l'endroit actuel du quartier du même nom près du centre hospitalier. Elle figure dans un cartulaire de l' abbaye Notre-Dame de Fervaques au XIIe siècle[41].
- Oestre hameau avec un moulin à eau qui est cité 986 sous l'appellation de Hoestrum, puis Oütrum, Oistre, Ouestre[42]. Cette partie de la ville a une multitude de prononciations différentes de nos jours.
- Saint-Éloi était le seul hameau situé sur la rive gauche de la Somme.

La mention « 17 postes » indique que la ville était le 17e relais de poste depuis Paris. Ces relais distants d'une douzaine de kilomètres l'un de l'autre permettaient aux voitures hippomobiles de changer de chevaux. En venant de Paris, le relais précédent était celui de Roupy ; en allant vers Cambrai, il était à Bellenglise, et en allant vers Guise, à Origny-Sainte-Benoite.
Le trajet Paris-Saint-Quentin durait trois jours au début du XVIIIe siècle. De 1765 à 1780, l’amélioration du réseau routier, l’augmentation du nombre de chevaux par étape, la continuité du galop, l’usage de longues traites jour et nuit permit de réduire la durée du trajet qui passa de trois jours à un.

#### Saint-Quentin à la fin de l'Ancien Régime
La ville de Saint-Quentin et le Vermandois appartenaient à plusieurs entités fiscales, judiciaires, administratives et militaires. Saint-Quentin était incluse dans le gouvernement de Picardie qui avait autorité sur la chose militaire. Au plan administratif et fiscal, Saint-Quentin était rattachée à la généralité d'Amiens, elle était le siège d'une élection qui avait pour mission, sous l'autorité de l'intendant de la généralité, de répartir et de recouvrer les impôts (tailles, aides...) au niveau local ; un receveur des gabelles au grenier à sel de Saint-Quentin était chargé de percevoir l'impôt sur le sel. Sur le plan de la justice royale, le bailliage de Saint-Quentin était une juridiction de première instance. Enfin, dans le domaine religieux, Saint-Quentin dépendant du diocèse de Noyon. La ville était divisée douze paroisses, non comprise la collégiale (basilique Saint-Quentin). À ces paroisses il convient d'ajouter l'abbaye bénédictine Saint-Prix, l'abbaye bénédictine de Saint-Quentin, l'abbaye cistercienne de Fervaques et le couvent des cordeliers.
Au XVIIIe siècle, L'industrie textile saint-quentinoise se caractérisait par une production essentiellement rurale : filature et tissage étaient réalisés dans les campagnes autour de Péronne, Chauny, La Fère, Marle, Guise ou Vervins. L'industrie linière était alors à son apogée. Une soixantaine de maisons de commerce à Saint-Quentin assuraient la vente et l'exportation de marchandises dans toute l'Europe.

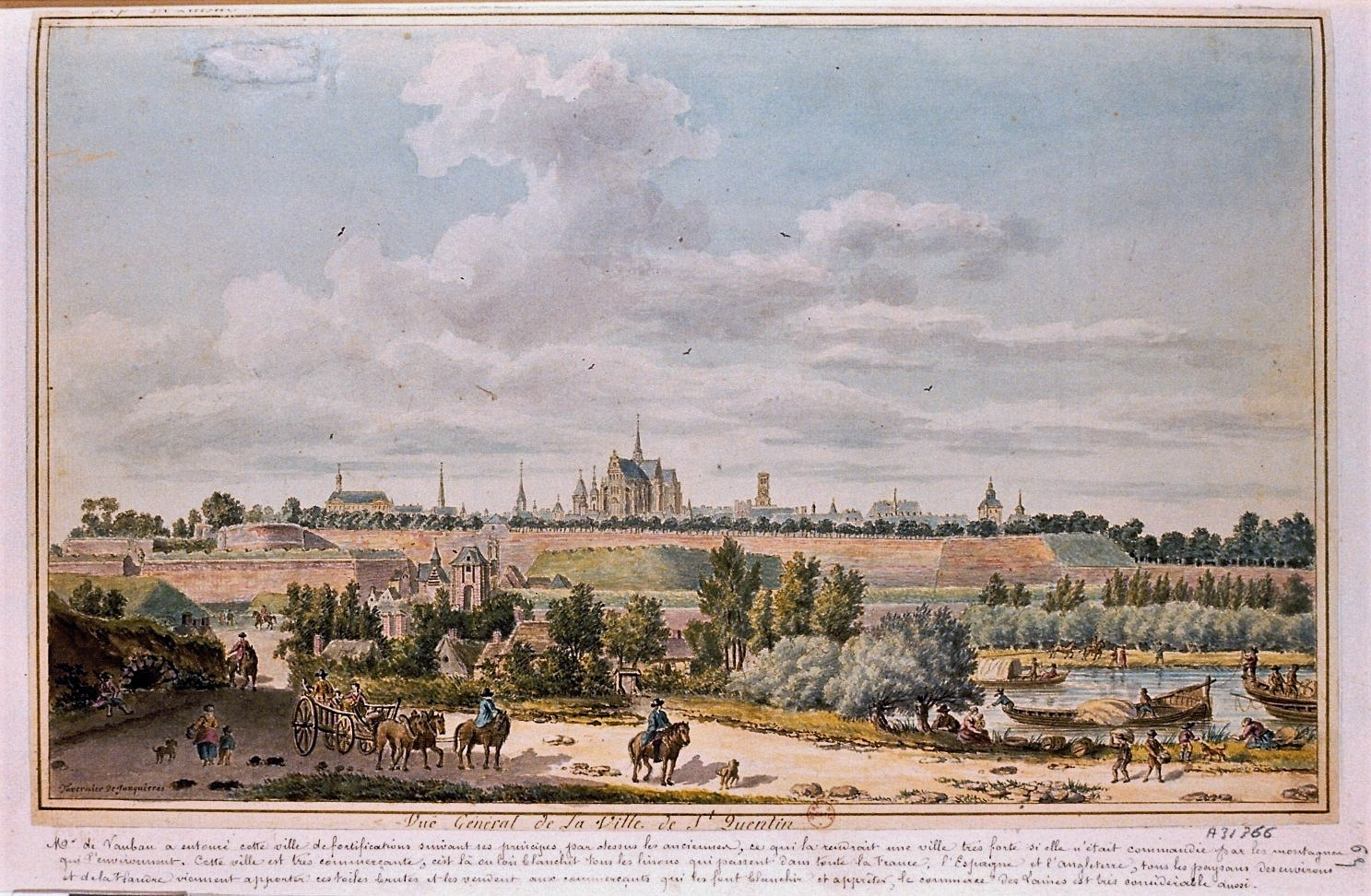
La ville de Saint-Quentin entre 1780 et 1787, vue depuis le sud, par Tavernier de Jonquières.

#### La crise frumentaire de 1788-1789
La ville de Saint-Quentin qui comptait environ 10 000 habitants fut touchée par la crise frumentaire de 1788-1789. Les récoltes furent médiocres, le prix du blé augmenta fortement : le sac de 4 setiers qui coûtait en temps normal 32 livres dépassa 40 livres en 1789. Des émeutes éclatèrent. Le maire de Saint-Quentin, Joseph-Marie Néret fit procédé le 2 juillet à des perquisitions chez les bourgeois et les nobles de la ville : on trouva 900 setiers chez la baronne d’Amerval, 1 400 au chapitre Saint-Quentin, 200 à l’abbaye d’Isle. Cela ne mit pas fin à l'émotion populaire, le maire demanda au comte de Rochambeau, gouverneur de Picardie à Amiens d'envoyer la troupe, 30 soldats du Royal-Champagne arrivèrent à Saint-Quentin ce qui calma les esprits. À la fin du mois d’août, l'arrivée de la nouvelle récolte mit fin provisoirement au malaise social.

## Époque contemporaine

### Révolution française, Saint-Quentin, chef-lieu de district

#### Les députés du bailliage de Saint-Quentin aux états généraux
L'élection des députés du bailliage de Saint-Quentin aux états généraux se déroula en mars 1789, ce fut une élection à plusieurs degrés. Le bailliage de Saint-Quentin désigna deux députés pour le tiers-état, Pierre-Éloi Fouquier d'Hérouël, seigneur roturier d'Hérouël et Tinville, écuyer, fourrier des logis du roi et Charles-Vincent du Plaquet, licencié ès-lois, chapelain conventuel de l'ordre de Malte et de l'église de Saint-Quentin (donc membre du clergé) et censeur royal ; un pour la noblesse, Guy-Félix de Pardieu, seigneur de Vadancourt, Bray-Saint-Christophe, Bracheux et autres lieux ; et un pour le clergé, Claude Marolles, curé de la paroisse Saint-Jean-Baptiste de Saint-Quentin.

#### La ville de Saint-Quentin dans le département de l'Aisne
Saint-Quentin fut intégré au département de l'Aisne en 1790, elle devint chef-lieu de district, Laon occupant une position plus centrale devint chef-lieu du département. La municipalité de Saint-Quentin fut élue en 1790 : le maire, M. Fouquier, 15 conseillers municipaux, 24 notables la composaient. On comptait parmi le personnel municipal : 28 employés dont 3 guetteurs pour signaler les incendies, 3 portiers, 1 carillonneur, 1 garde des plantations, 1 gardien de prison..

### Premier Empire, le canal de Saint-Quentin inauguré
Sous le Consulat, une école secondaire communale fut créée pour la scolarisation des garçons. elle comptait 170 élèves.
Sous l'Empire, les difficultés d'exportation provoquèrent une récession économique. À la demande de la municipalité, Napoléon autorisa l'arasement des fortifications, pour permettre à la ville de se développer hors de ses anciens remparts.
Le canal de Saint-Quentin reliant l'Oise, la Somme et l'Escaut fut inauguré, le 28 avril 1810 par l'empereur Napoléon Ier et l'impératrice Marie-Louise. Permettant la navigation entre le Bassin parisien et le nord de la France, ce canal connut une intense activité jusqu'aux années 1960.
Au cours de la campagne de France, Saint-Quentin fut occupée par l'armée russe et des détachements de l'armée prussienne à partir du 11 mars 1814. La population fut soumise à des réquisitions en nature et en argent. Le colonel russe Ougrinoff commandait les troupes d'occupation qui quittèrent la ville entre le 21 mai et le 11 juin.
En 1815, après la bataille de Waterloo, Saint-Quentin subit une nouvelle occupation par les troupes prussiennes, 60 000 Prussiens stationnaient dans la ville et les campagnes alentour. Une nouvelle fois, la population fut soumise aux réquisitions. Fin décembre 1815, les Prussiens quittèrent la ville.

### Industrialisation et chemin de fer auXIXesiècle

#### Arrivée du chemin de fer à Saint-Quentin en 1850
Le chemin de fer arriva à Saint-Quentin, en 1850. La ligne Paris-Bruxelles fut construite par étape. Le tronçon Saint-Quentin-Jeumont fut mis en service en 1855. Saint-Quentin ne fut jamais un grand carrefour ferroviaire, le croisement de la ligne Paris-Bruxelles et Amiens-Laon se faisant à Tergnier. Des lignes secondaires reliaient Saint-Quentin à Guise, Saint-Quentin à Ham et Saint-Quentin à Vélu-Bertincourt, elles furent fermées au trafic voyageurs au milieu du XXe siècle.

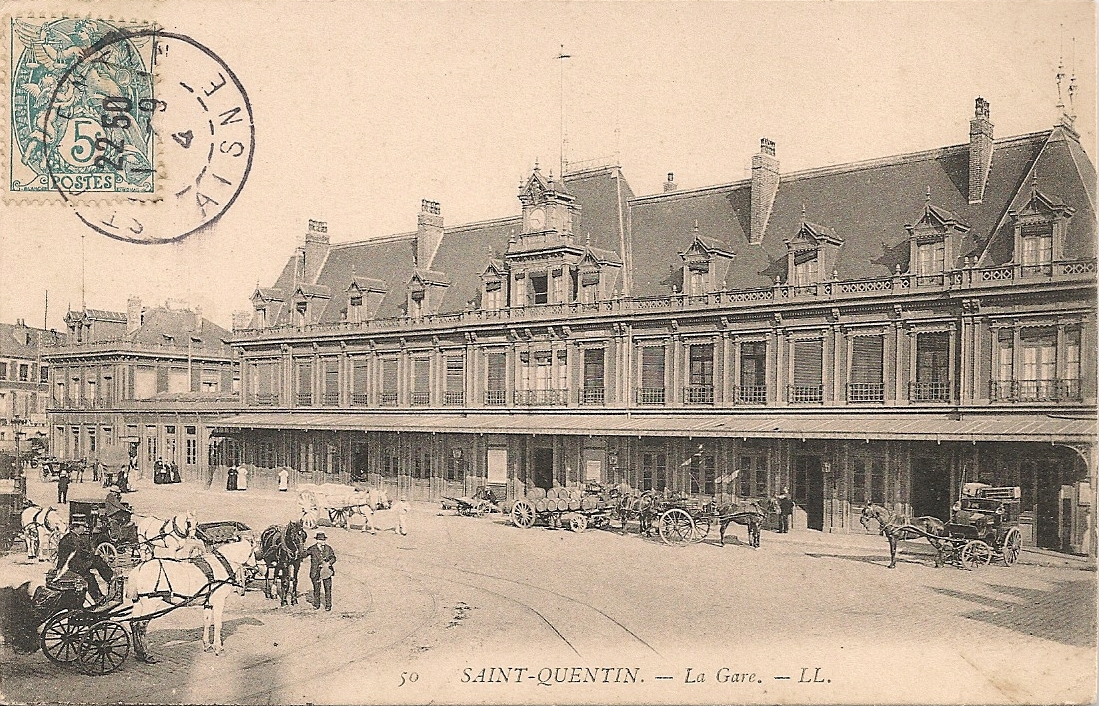
Gare de Saint-Quentin en 1904.
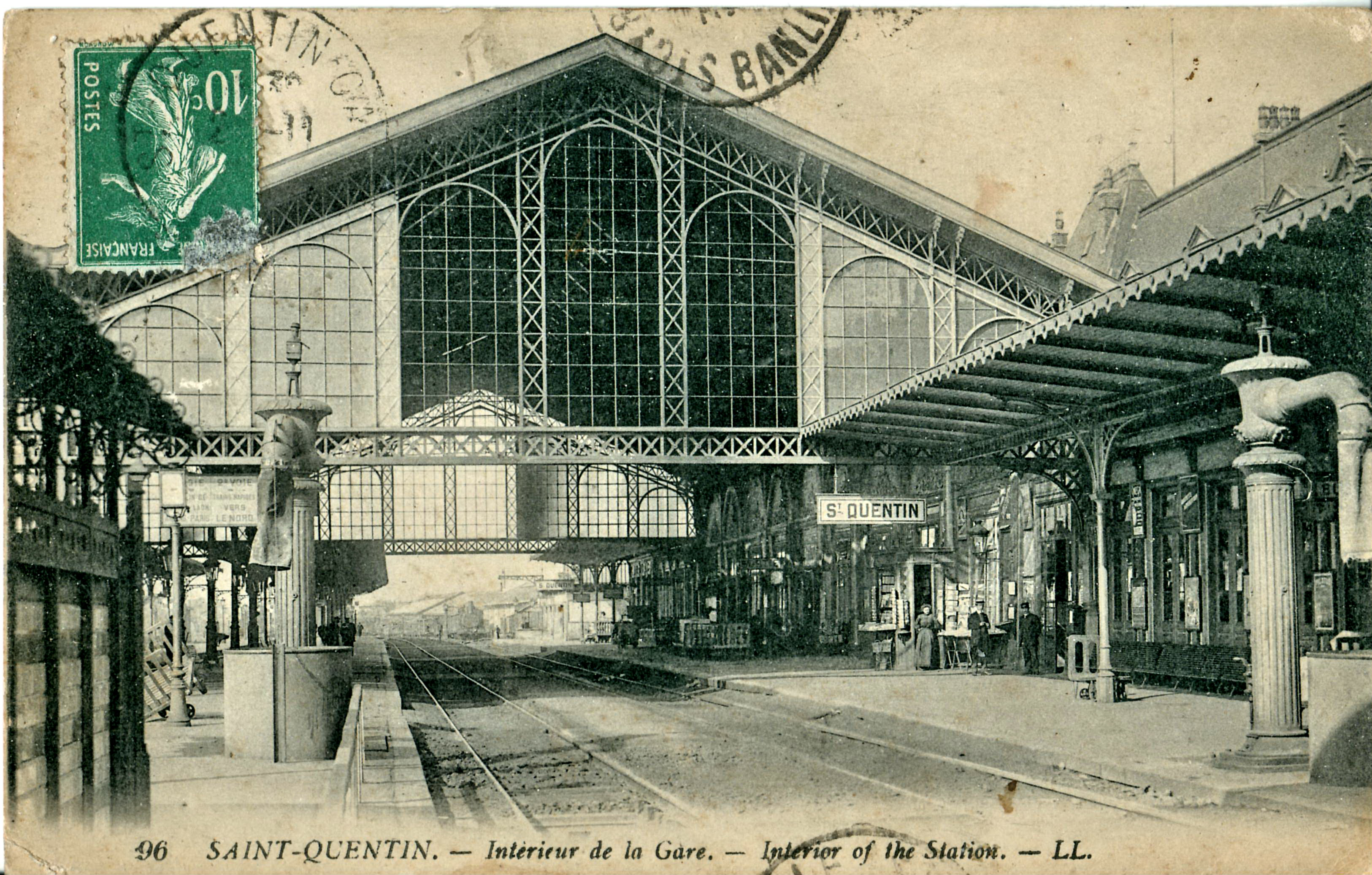
La gare de Saint-Quentin avant 1914.
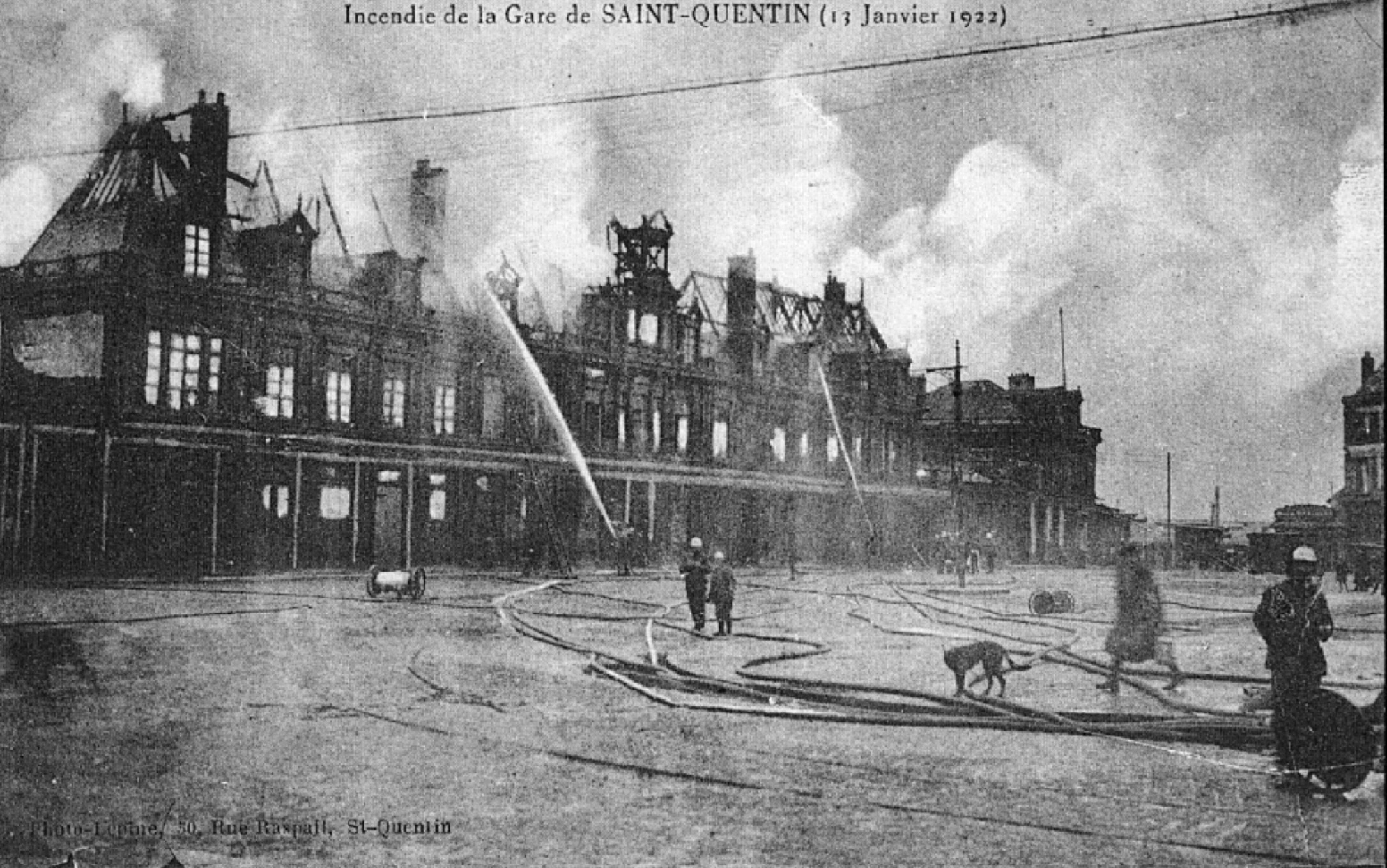
La gare de Saint-Quentin incendiée le 12 janvier 1922.

En 1848, fut créé à Saint-Quentin le collège privé Saint-Jean, un pensionnat de garçons. En 1853, l'école secondaire communale de garçons devint le lycée impérial de Saint-Quentin (futur lycée Henri Martin). En 1866, fut créé un collège communal de jeunes filles (futur lycée Pierre de La Ramée).

#### La révolution industrielle à Saint-Quentin
Depuis le début du  XIXe siècle, la production textile saint-quentinoise connaissait de profondes mutations. La production linière déclina et fut peu à peu remplacée par le tissage du coton dont la fibre était importée d'autres régions et de l'étranger. Une coupure s'établit entre la ville et les campagnes alentour. La concurrence et l'évolution de la mode obligèrent les entreprises saint-quentinoises à sans cesse s'adapter aux désirs de la clientèle et à diversifier la production alternant selon les moments la fabrication de calicots, de percales, de gazes, de piqués, de mousselines, de linges damassés, de satins, de cretonnes, du tulle...
La diffusion de la machine à vapeur entraîna XIXe siècle une concentration de la production textile en ville. Les usines de tissage et de filature s'installèrent d'abord au faubourg d'Isle à partir des années 1860 puis dans le faubourg Saint-Martin et le faubourg Saint-Jean. À partir de 1880, le quartier de Remicourt connut un essor industriel avec la fabrication de guipure. L’usine Sidoux, au début du XXe siècle comptait 1 500 employés et était le premier producteur français de ce genre de textile. Cinq usines de guipure installèrent à Saint-Quentin entre 1881 et 1896.
Le tissage de laine de la société Taine, Guillot & Cie fondée en 1869 s'installa à Neuville-Saint-Amand, l'entreprise se spécialisa dans la fabrication de cachemire, de mérinos, de voiles, de mousselines, de serges, de châles, d'écharpes, de « nouveautés et fantaisies » ce que l'on appelait alors  les « articles de Saint-Quentin » connus dans toute la France et à l'étranger.
La construction mécanique se développa également tandis que les campagnes se spécialisaient dans la broderie.

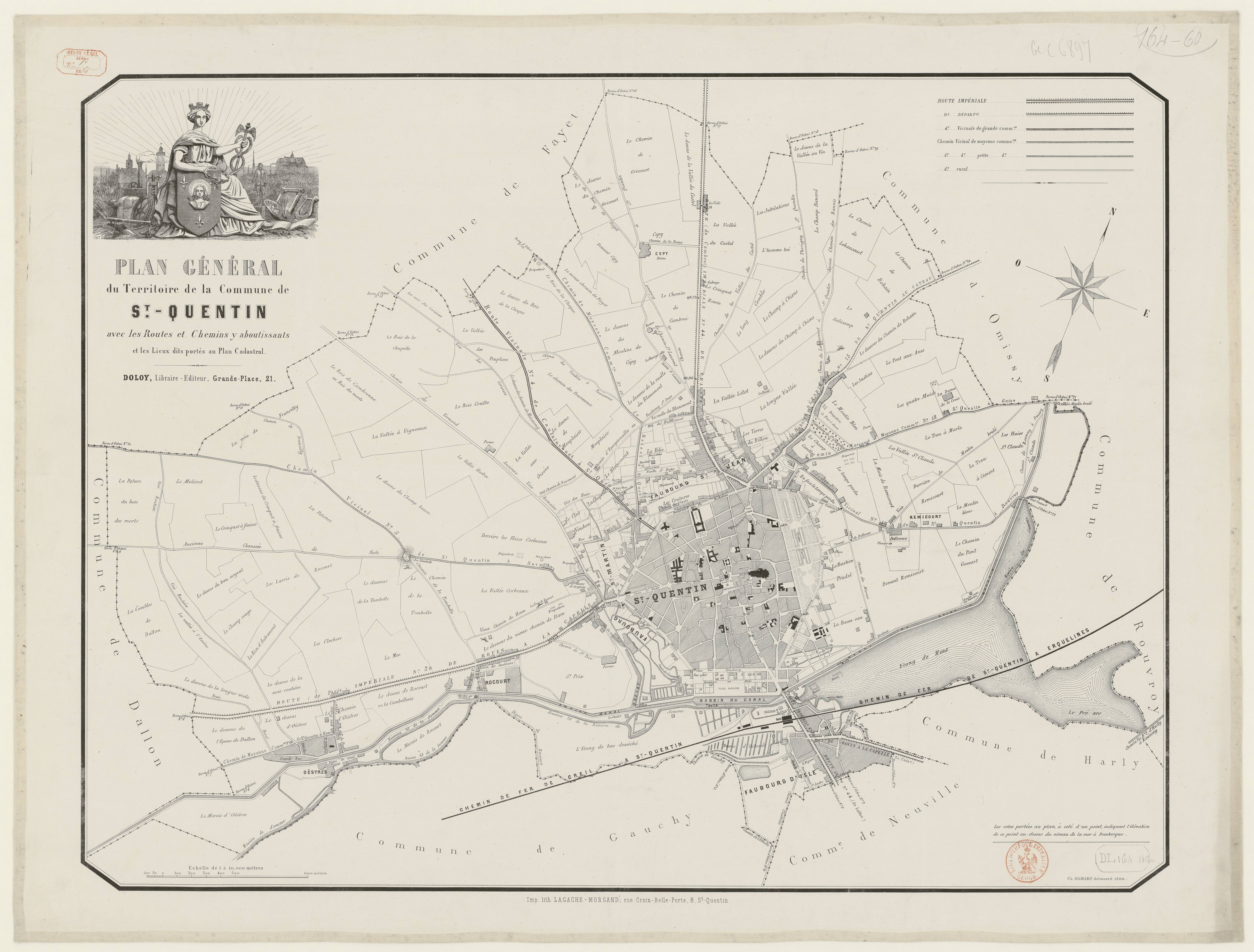
Plan de la ville de Saint-Quentin en 1860

### Guerre de 1870, les Saint-Quentinois face aux Prussiens
La capitulation de Napoléon III à Sedan le 2 septembre entraîna la chute du Second Empire et la proclamation de la République le 4 septembre. Le gouvernement républicain décida de poursuivre la guerre mais les choses étaient mal engagées pour la France : Paris était assiégée, le maréchal Bazaine capitulait à Metz et l'Armée du Nord commandée par le général Farre puis par le général Faidherbe, à partir du 5 décembre avait la lourde mission de tenter de desserrer l'étau prussien autour de Paris.

#### Le 8 octobre 1870, les Saint-Quentinois résistent aux Prussiens
La ville de Saint-Quentin fut le théâtre d'un fait d'armes qui tourna à l'avantage de la France. Le 8 octobre 1870, vers 10 h du matin, un détachement militaire prussien tenta de s'emparer de la ville qui était défendue par la garde nationale, les sapeurs pompiers et des civils armés par le préfet de la Défense nationale. Gabriel Dufayel. La résistance des Saint-Quentinois galvanisés par le préfet Anatole de La Forge fit reculer l'ennemi. Ne pouvant prendre la ville, les Prussiens se retirèrent emmenant avec eux 14 otages. Les otages furent libérés par les Prussiens, le 23 octobre, contre rançon. Cette « victoire » fut sans lendemain, sans réel soutien militaire français, la ville tomba aux mains de l'ennemi le 21 octobre.
Cette action héroïque eut un retentissement national : un monument commémorant cet événement fut érigé sur la place du 8 octobre. et Saint-Quentin fut décorée de la Légion d'honneur, le 6 juin 1897.

#### La bataille du 19 janvier 1871

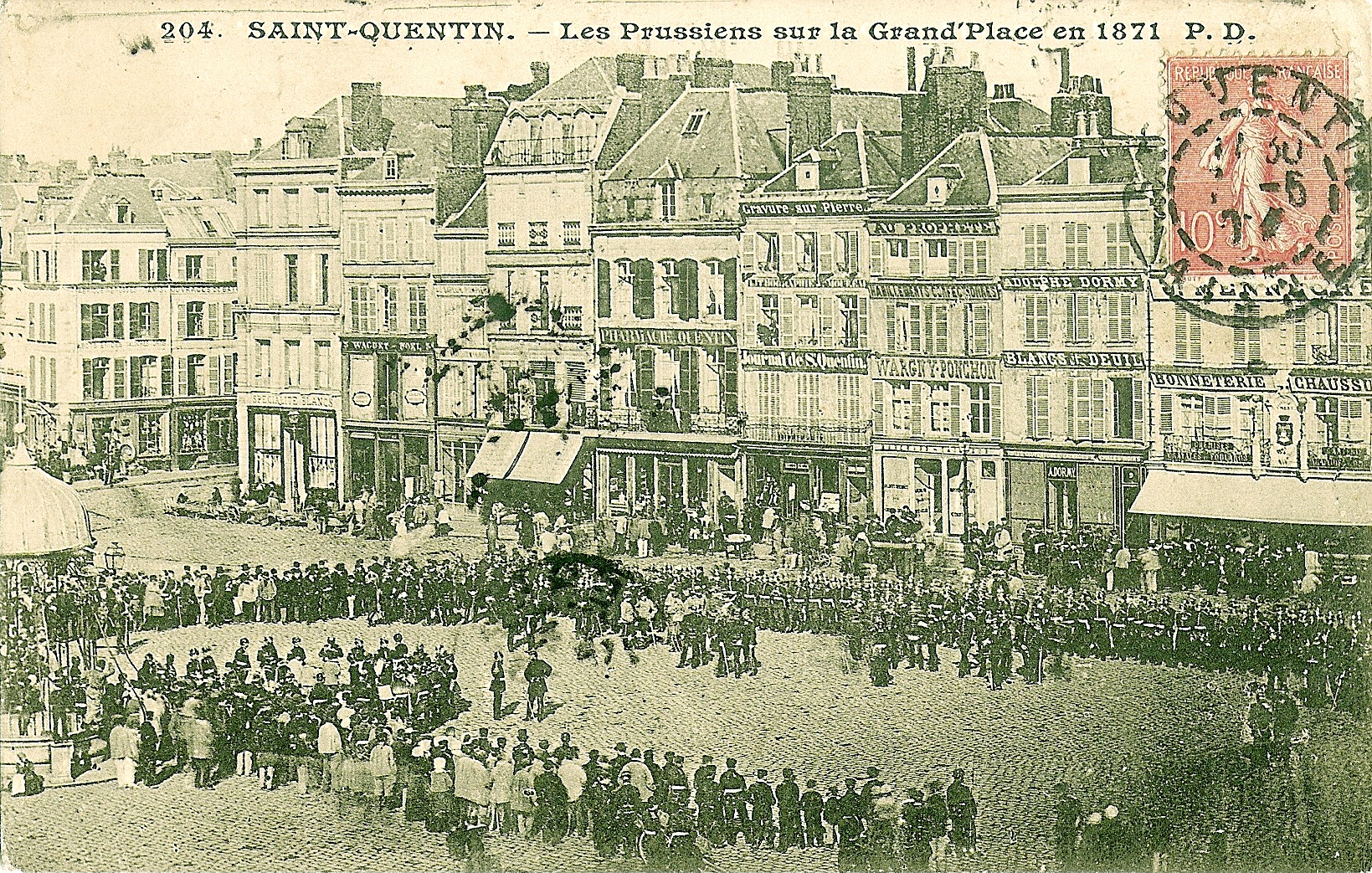
Occupation prussienne en 1871.

Amiens était tombée aux mains des Prussiens le 28 novembre 1870, la bataille de l'Hallue des 23 et 24 décembre fut indécise de même que la bataille de Bapaume du 3 janvier 1871, tandis que Péronne assiégée capitulait le 10 janvier.
Une nouvelle opération militaire fut tentée le 19 janvier 1871 près de Saint-Quentin. L'Armée du Nord affronta la Ire Armée prussienne, sous les ordres de général von Goeben. La victoire des Prussiens mit un terme aux espoirs français de briser le siège de Paris. Saint-Quentin fut occupée par l'armée prussienne et la ville de Paris capitula après négociation, le 26 janvier 1871.

### Enseignement, culture et loisirs à Saint-Quentin au XIXe siècle
Au début du XIXe siècle, le système éducatif était à reconstruire après la Révolution française. En 1819, furent créées à Saint-Quentin, une école primaire de filles et une école primaire de garçons. En 1890 la ville comptait 26 écoles publiques ou privées : 8 de garçons, 9 de filles et 9 salles d'asile (école maternelle).
Sous le  Consulat, fut créée une école communale secondaire qui devint collège en 1832. En 1857 fut créé le lycée de garçons (aujourd'hui lycée Henri Martin) et en 1868 un enseignement municipal féminin qui devint lycée de jeunes filles en 1887 (aujourd'hui lycée Pierre de La Ramée), en 1887. Établissements auxquels il convient d'ajouter un collège privé de jeunes filles, La Croix, fondé au XVIIe siècle et le pensionnat privé de garçons Saint-Jean, en 1848.
La bibliothèque municipale de Saint-Quentin fut créée, en 1803. Son fonds originel provenait des séquestres révolutionnaires. Elle déménagea à plusieurs reprises au cours des XIXe et XXe siècles, pour s'installer dans ses locaux actuels, rue des Canonniers, en 1932.
En 1825, fut fondée la Société académique de Saint-Quentin, société savante dont les activités concernent la recherche historique locale, la préservation du patrimoine archivistique et monumental, la constitution d'une bibliothèque et d'un musée, l'organisation de conférences, d'expositions, etc.
Sur l'espace libéré par la démolition des remparts, fut aménagé, à partir de 1830, un parc public qui prit le nom de Champs-Élysées.
Au milieu du XIXe siècle, fut construit sur la grand-place le théâtre municipal (aujourd'hui théâtre Jean Vilar) d'architecture néo-classique.
Les progrès de l'instruction permirent le développement de la presse écrite au niveau local. Sont parus des tri-hebdomadaires à Saint-Quentin, de 1819 à 1914, le journal conservateur, Le Journal de Saint-Quentin (~ 4 600 exemplaires), de 1831 à 1939, le journal républicain, Le Guetteur (~ 800 exemplaires), le journal républicain Le Glaneur de 1864 à 1896 (~ 3 000 exemplaires), Le Conservateur de l’Aisne (journal légitimiste, ~ 500 exemplaires), Le Saint-Quentinois de 1897 à 1907.
En 1886, fut inauguré le musée Antoine-Lécuyer qui porte le nom du banquier qui légua ses collections à la ville de Saint-Quentin, en 1876. Antoine Lécuyer légua également un lieu et les fonds pour la construction du bâtiment destiné à recevoir les œuvres d'art. En 1881 et 1883, les frères Félix et Josias Le Sérurier, léguèrent à leur tour à la ville de Saint-Quentin leurs collections. L'architecte Charles-Napoléon Pinguet-Védie conçut le bâtiment qui devait présenter les pastels de Maurice Quentin de La Tour ainsi que les autres œuvres. Le musée fut détruit pendant la Grande Guerre mais les collections évacuées furent préservées.

### Le mouvement ouvrier à Saint-Quentin
La ville de Saint-Quentin fut le berceau du mouvement socialiste dans le département de l'Aisne du fait de la présence d'une main d'œuvre ouvrière nombreuse. En 1879, Jules Guesde, Benoît Malon et Paul Lafargue vinrent à Saint-Quentin faire des conférences pour inciter à la création de groupes socialistes dans la ville. Jean-Baptiste Langrand (1855-1898), ouvrier tisseur à Saint-Quentin, mena une grève en 1878 et devint secrétaire du syndicat local des fileurs et tisseurs. Fondateur du groupe socialiste révolutionnaire « La Défense ouvrière », il fut licencié et devint ouvrier tulliste. Élu conseiller municipal en 1886 et en 1892. Il fut candidat aux élections législatives de 1889 dans la 1re circonscription de Saint-Quentin en 1888 et 1889.
Un mouvement de grèves parcourut les entreprises textiles saint-quentinoises, témoignant de la combativité du mouvement ouvrier : 1888 et 1891 grève des tissages, 1893 grève des brodeurs, 1903 nouvelle grève des tisseurs, des syndicats furent créés à Saint-Quentin (syndicats des tisseurs, des mécaniciens, des tullistes, des peintres en bâtiment, des mouleurs, des couvreurs-zingueurs...). Les grèves, nombreuses eurent une durée moyenne de 65 jours. En 1901, la bourse du travail fut inaugurée.
Le 20 janvier 1900, les groupes socialistes de l'Aisne jusque là autonomes, se réunirent dans la Fédération départementale qui s'affilia au Parti socialiste français jusqu'à la création de la SFIO, en 1905.
En 1900, les socialistes étaient élus à la tête de la municipalité mais en 1912, à la suite de débordements lors de manifestations contre la vie chère, les électeurs confièrent la gestion de la municipalité à la droite. Le conseil municipal socialiste avait doté la ville de cantines scolaires municipales, de crèches, de bains-douches, de colonies de vacances...

### Saint-Quentin à la Belle Époque
Le 7 juin 1897, le président de la république Félix Faure vint à Saint-Quentin inauguré le monument commémorant la bataille de 1557. À cette occasion, il remit à la ville la croix de chevalier de la Légion d’honneur. Le groupe sculpté majestueux fut conçu par le sculpteur Corneille Theunissen, piédestal par l'architecte Charles Heubès. La sculpture est une allégorie représentant la ville de Saint-Quentin défendant la France porteuse de drapeau. Les écussons appliqués au socle rappellent les familles des défenseurs et les communautés : Varlet de Gibercourt, Coligny, de Lallier, Caulaincourt, de Lignières, d’Amerval, les archers, les canonniers...
Le début du XXe siècle fut une période faste pour Saint-Quentin. La population de la ville avait été multipliée par 5 en un siècle passant de 10 000 habitants en 1800 à 50 000, en 1901. L'industrialisation était le facteur principal de cette explosion démographique.
En 1899, eut lieu la mise en service des deux premières lignes de tramway avec véhicule à air comprimé, système Popp-Conti, puis système Mékarski jusqu’en 1908. Des automotrices à traction électrique leur succédèrent jusqu’au 26 mai 1956, date de la suppression des derniers tramways, remplacés par des autobus.

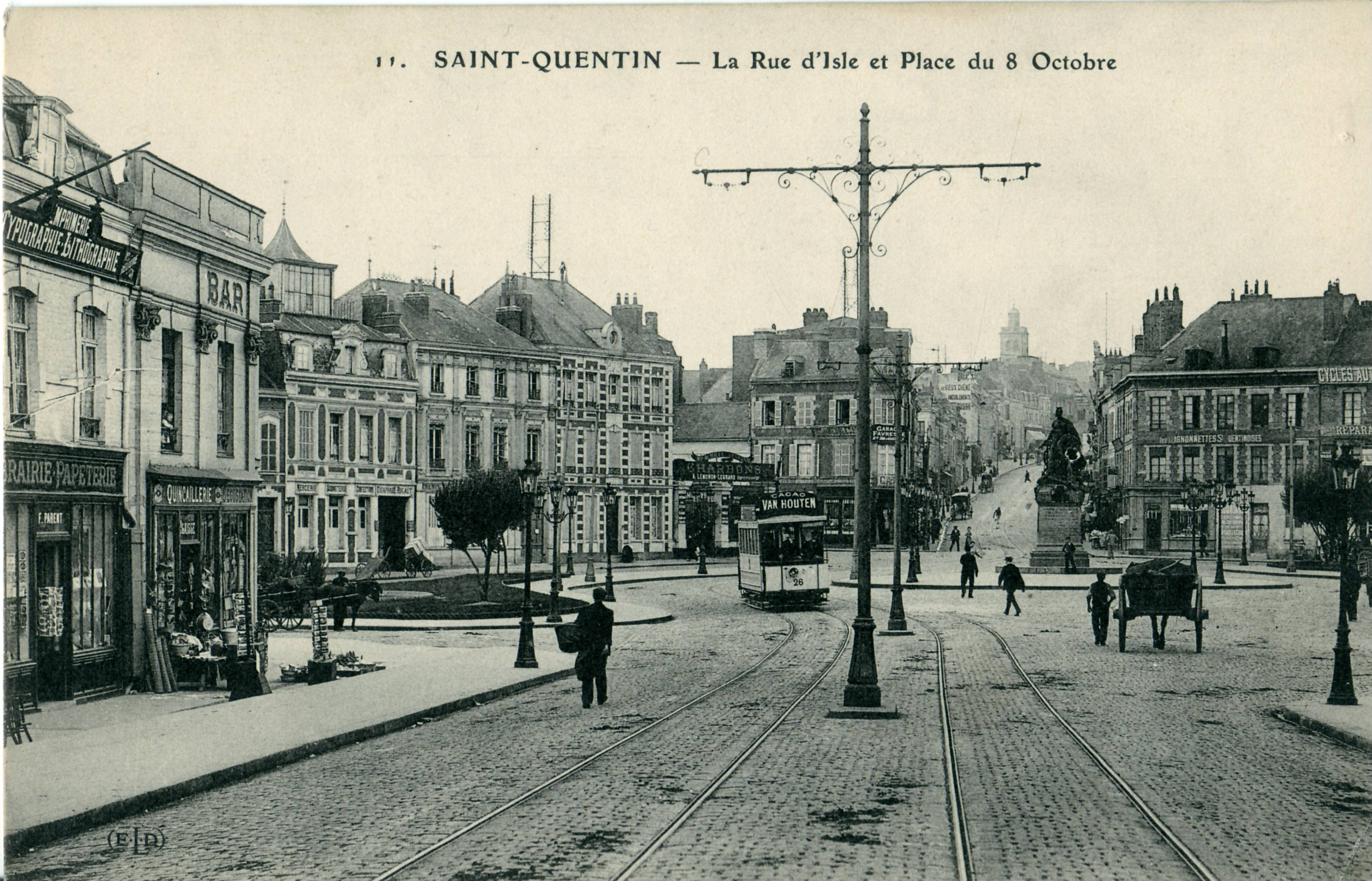
La rue d'Isle et Place du Huit-Octobre avant la Première Guerre mondiale.
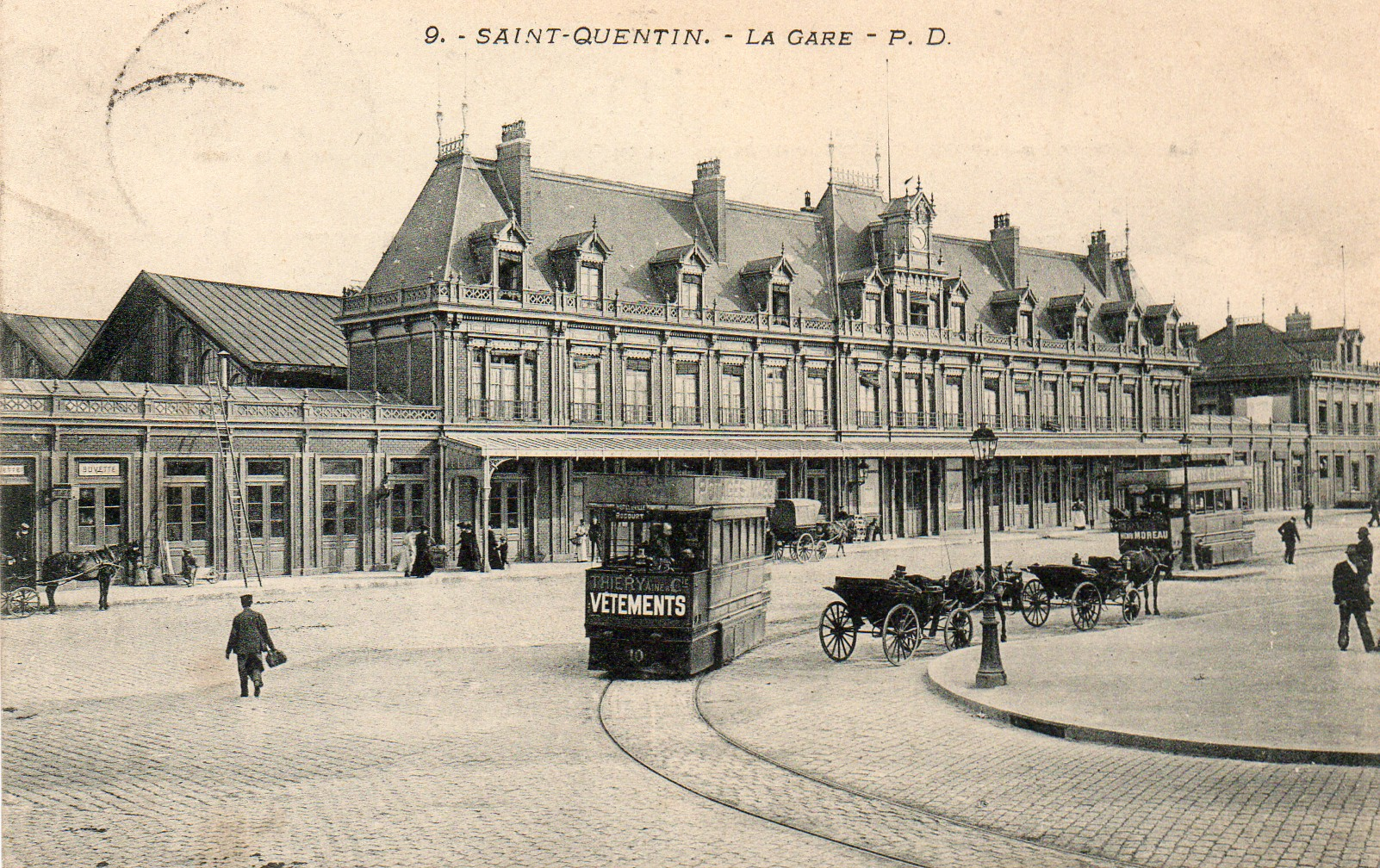
Tramway à air comprimé Mékarski devant la gare en 1906.

La première projection cinématographique eut lieu le 9 septembre 1896 au Grand Bar, un café sur la grand-place de Saint-Quentin, les films projetés étaient ceux des frères Lumière : La Sortie de l'usine Lumière à Lyon, L'Arrivée d'un train en gare de La Ciotat etc. Le 6 février 1897, ce fut au cirque Dachery construit en 1861 (aujourd'hui le Splendid) que furent projetés des films. En janvier 1898, le Grand Bazar, rue de la Sellerie se lança à son tour dans l'aventure du cinéma. Il fallut attendre le 26 février 1907 pour que s'ouvre à Saint-Quentin une salle de cinéma permanent, l'Omnia, rue d'Isle, devenu le Kursaal après la Grande Guerre.

### Grande Guerre, Saint-Quentin en ruine
La Première Guerre mondiale porta un coup terrible à Saint-Quentin. Le 28 août 1914, malgré la défense héroïque de la ville par le 10e régiment d'infanterie territoriale, l'armée allemande en prit possession. La population dut subir les rigueurs de l'occupation. La question primordiale était celle de l’alimentation de la population civile. En 1915, le comité hispano-américain organisa le ravitaillement par l’achat de denrées en Belgique et aux Pays-Bas sous le contrôle de l’administration allemande, l’approvisionnement dans les campagnes environnantes restant aléatoire. Les hommes trop jeunes, trop vieux ou exemptés lors de la mobilisation d’août 1914, furent réquisitionnés pour travailler sur les chantiers allemands de la région ou dans les ateliers militaires installés dans les usines métallurgiques. L'industrie textile saint-quentinoise était à l'arrêt.
Avec le déclenchement de la bataille de la Somme, le sort de la ville changea. Le 1er juillet 1916, des raids de l'aviation alliée atteignirent la gare de Saint-Quentin. Le 5 septembre 1916, Hindenburg et Ludendorff nouveaux commandants en chef du front ouest décidèrent d'organiser le repli de l'armée allemande 32 km plus à l'est sur un nouveau système de défense la future ligne Hindenburg qui permit de raccourcir le front de libérer des troupes pour mieux organiser la défense. Saint-Quentin intégrée dans la ligne Hindenburg se trouvait donc directement dans la zone des combats à partir du début du mois de mars 1917. L’armée allemande décida de vider la ville de ses habitants en les évacuant vers l’arrière, dans les villes du Nord et en Belgique. Certains habitants furent rapatriés en France, par la Suisse. Après l'évacuation de la population, la cité fut pillée et tout l'équipement industriel emporté ou détruit. La ville subit les tirs des artilleries française et anglaise qui tentaient d'affaiblir les positions de l’armée allemande.

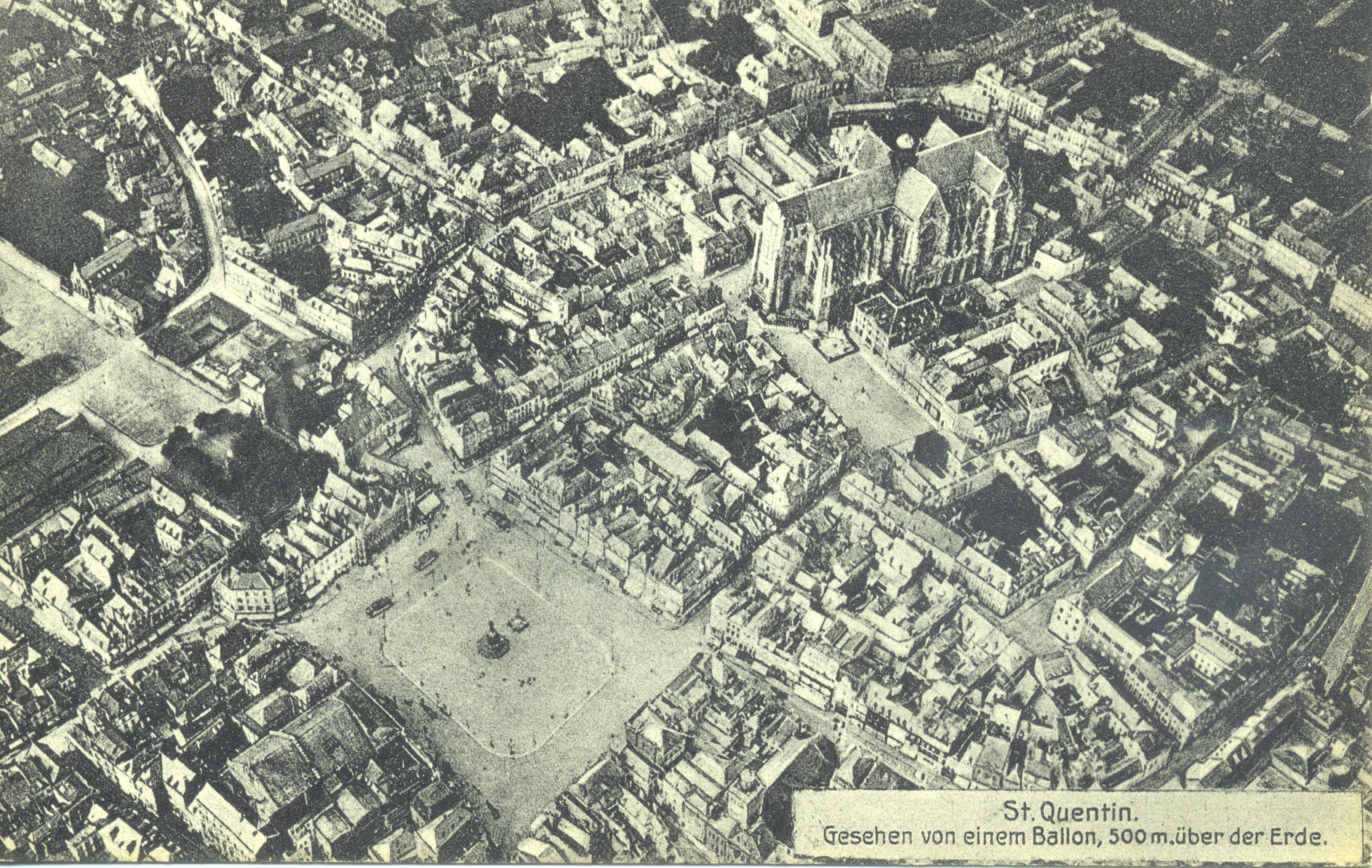
Centre-ville de Saint-Quentin vu depuis un ballon au début de l'occupation allemande.
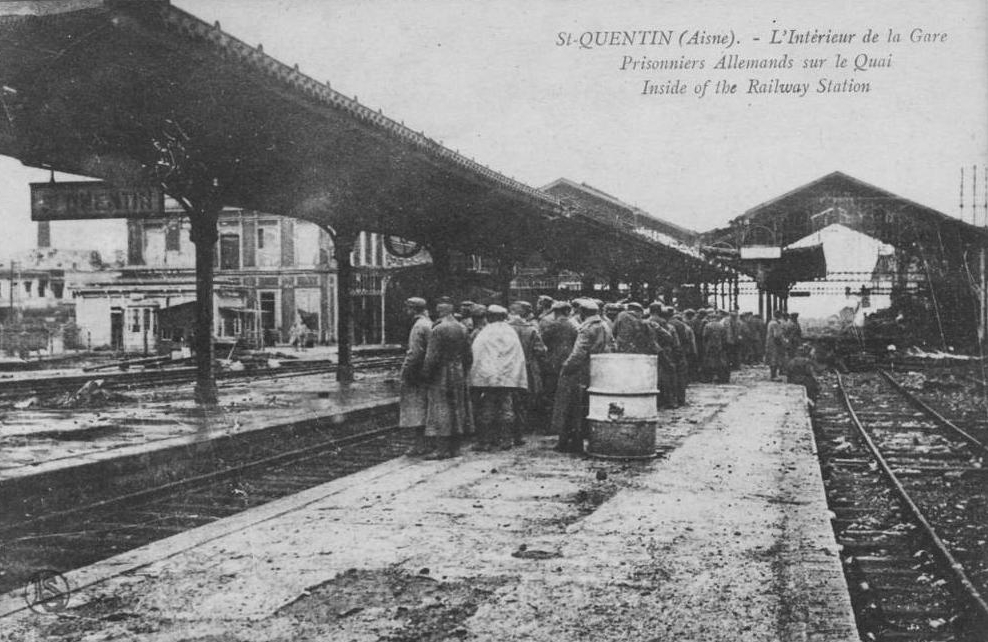
Prisonniers de guerre allemands en gare de Saint-Quentin en 1918
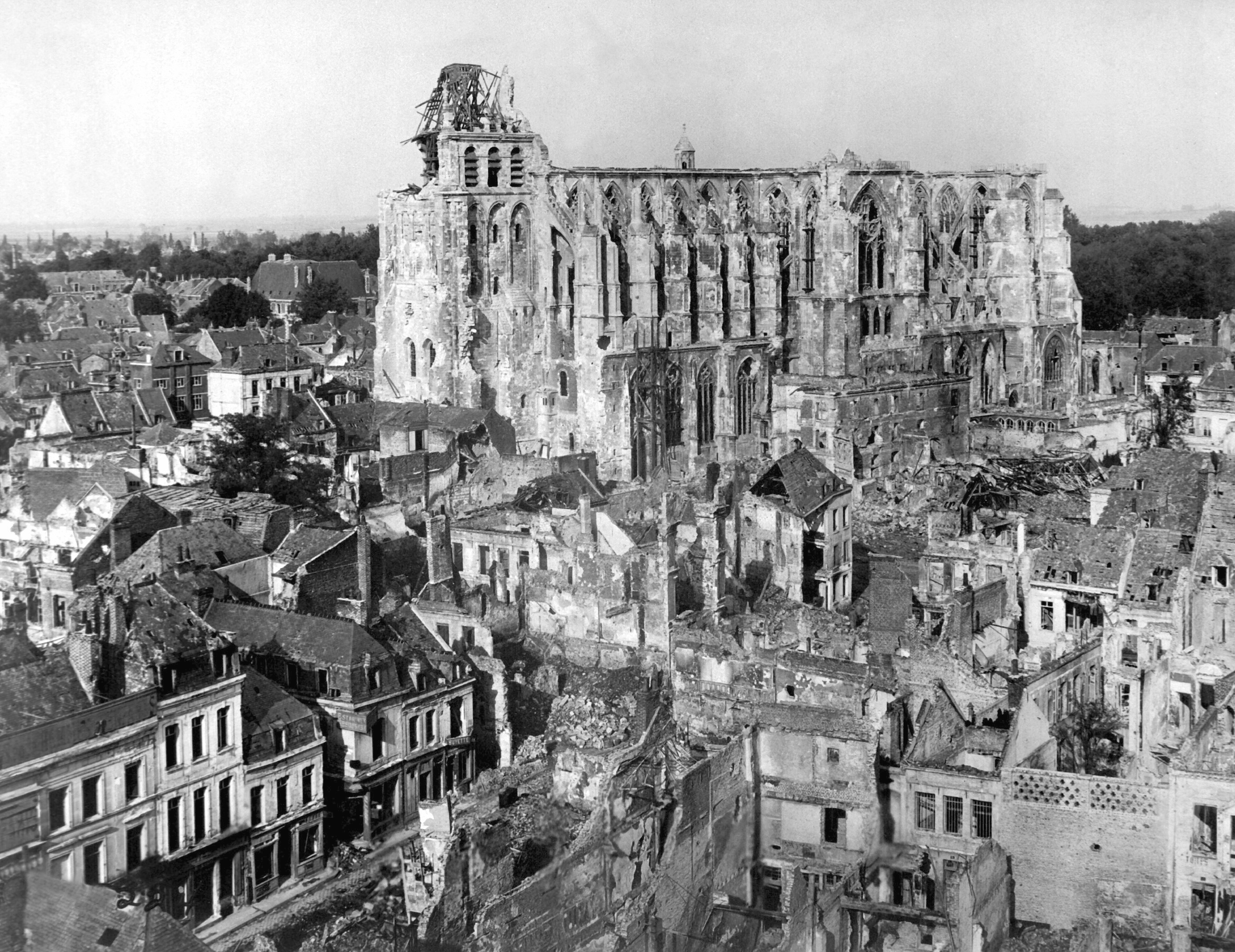
Ruine de la basilique durant la Première Guerre mondiale.
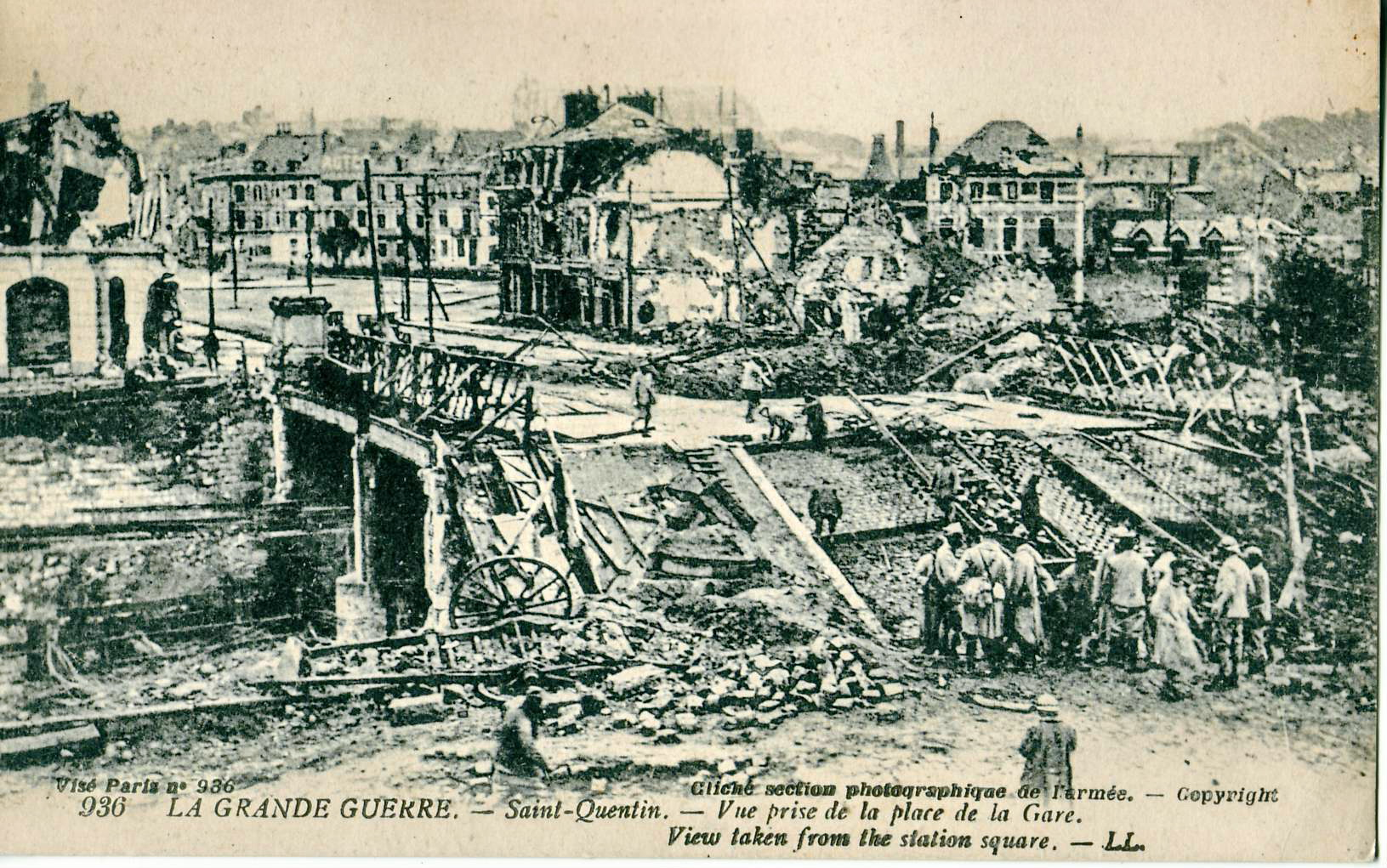
Destructions de la Première Guerre mondiale près de la gare.

Le 2 octobre 1918, le 15e corps d'armée français entrait dans Saint-Quentin. La ville était ruinée, 70 % des immeubles étaient ruinés ou endommagés. François Flameng, peintre officiel des armées, a immortalisé le martyre de la ville dans des croquis et dessins qui parurent dans la revue L'Illustration. Ce n'est qu'en 1919 que les premiers Saint-Quentinois franchiront à nouveau les portes de la ville.

### Entre-deux-guerres, la reconstruction
La période d'entre-deux-guerres fut marquée à Saint-Quentin, par la reconstruction qui donna au centre-ville la physionomie qu'on lui connaît aujourd'hui, plus de 3 000 immeubles de style Art déco furent construits.
À partir du printemps 1919, les habitants se réinstallèrent progressivement, en partie dans des cités provisoires. Sur 12 939 habitations et immeubles, 4 467 étaient détruits en totalité, 8 472 étaient endommagés à plus de 70 %. En mai 1919, environ 7 000 habitants avaient regagné la ville. La municipalité sous la direction de son maire Romain Tricoteaux dut mettre en œuvre à la fois une politique d’austérité budgétaire et une politique sociale en gérant au plus juste les impôts et en développant les associations caritatives, les écoles, les maisons de travailleurs...

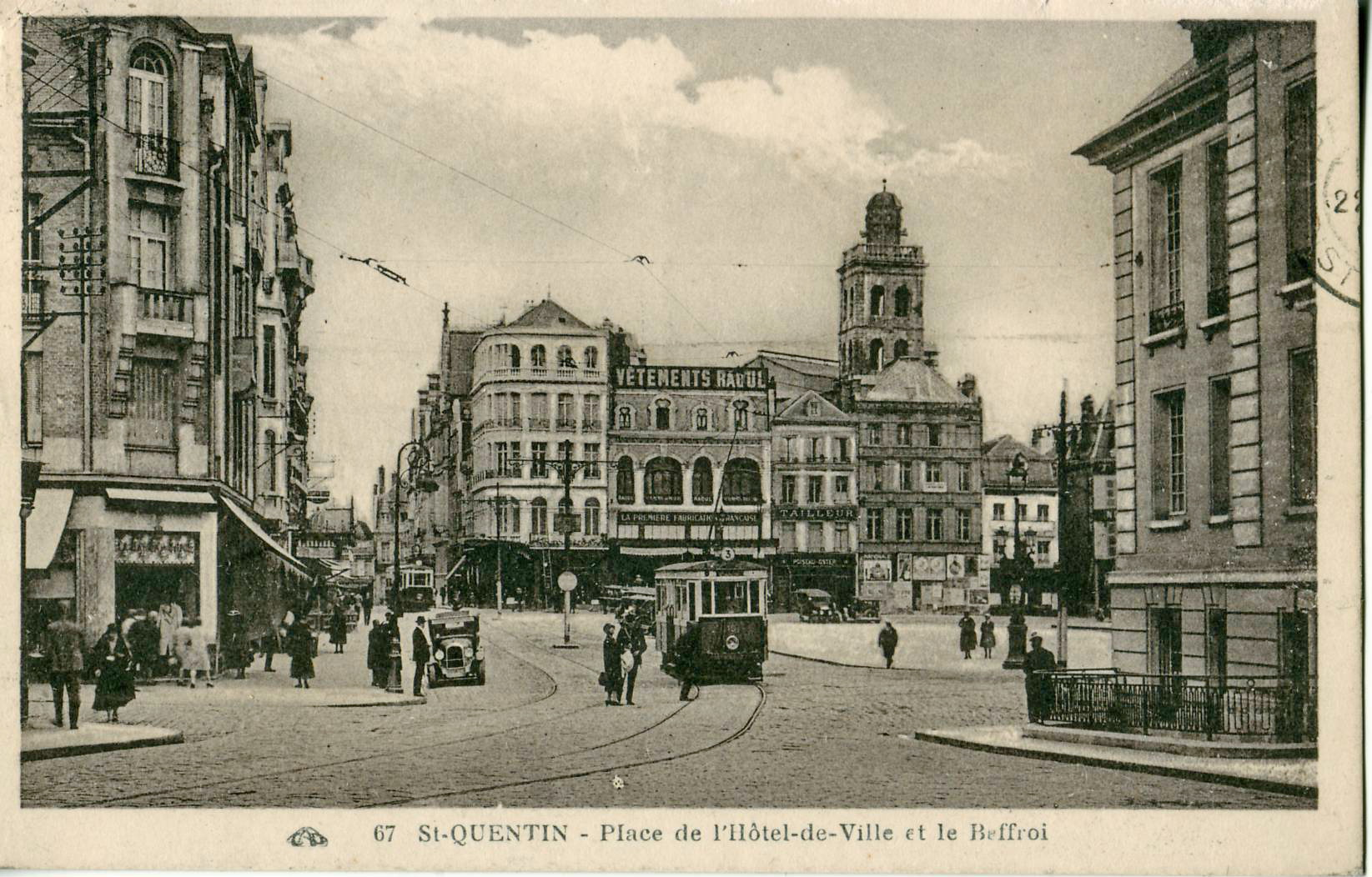
La place de l'Hôtel-de-Ville et le beffroi des années 1920. La ligne no 3 du tramway électrique desservait la place.
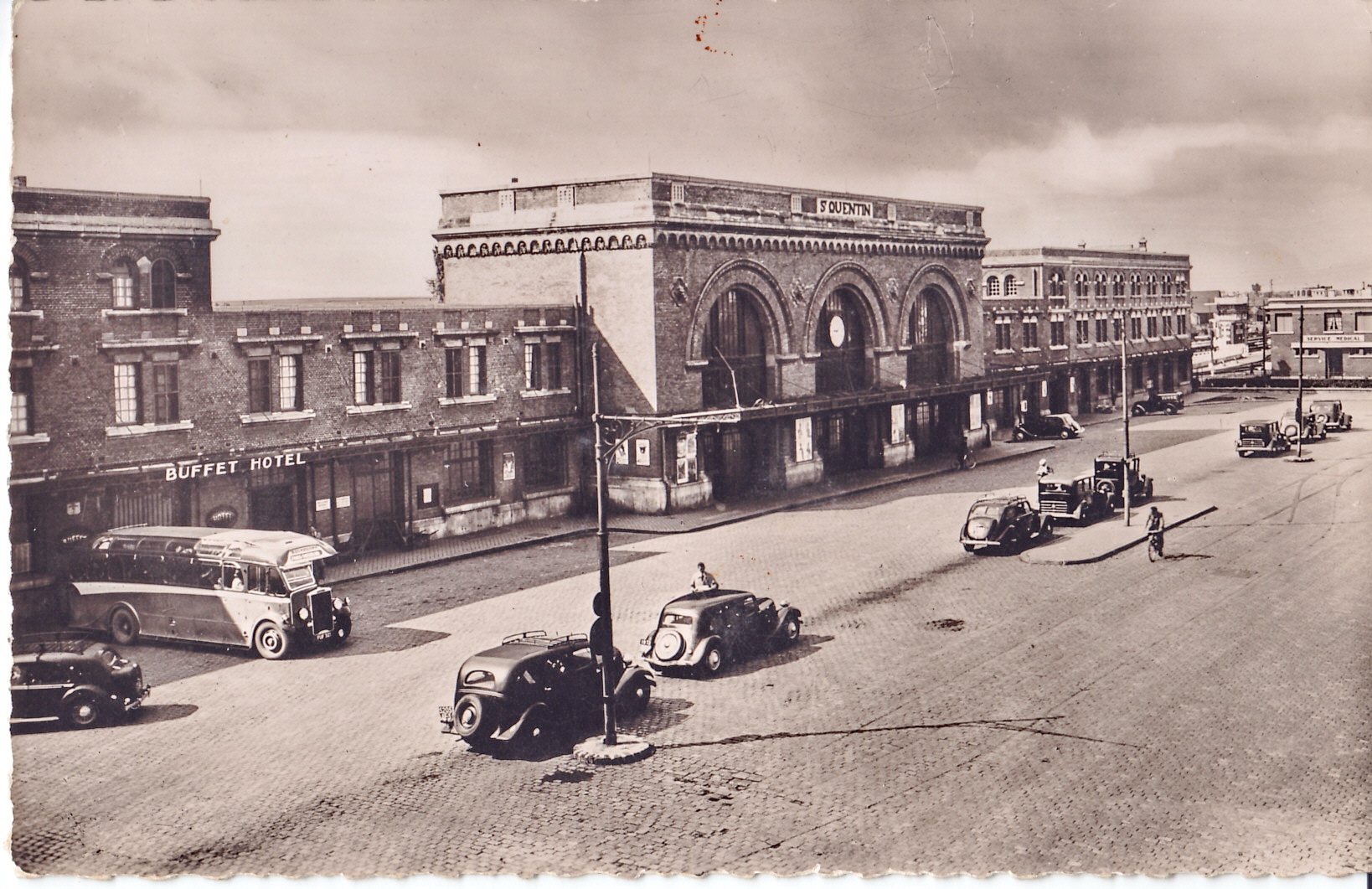
La gare de Saint-Quentin dans les années 1930
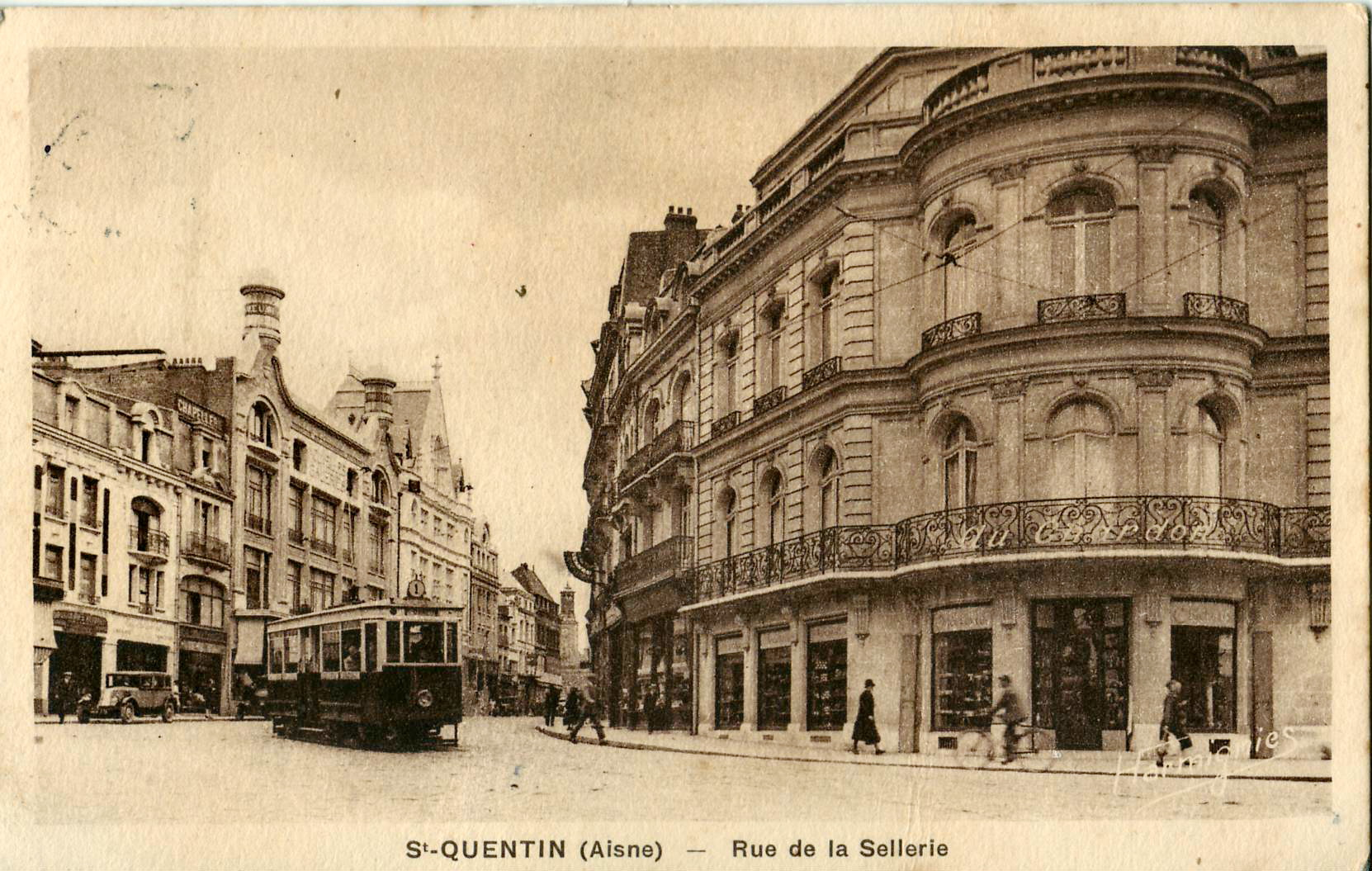
Rue de la Sellerie en 1930.

La conception du plan d’urbanisme, d’agrandissement, d’extension et d’embellissement de la ville de Saint-Quentin fut confié à Paul Bigot, ancien élève de l’École nationale des Beaux-Arts et Prix de Rome, mais sont projet ambitieux fut rejeté par la Commission d’Étude pour la Reconstruction de Saint-Quentin. Elle accepta un plan de refonte du tissu urbain à deux vitesses : le centre ville et le nouveau quartier créé autour de la gare et du Vieux-Port devaient être profondément transformés. Le Musée Antoine-Lécuyer fut reconstruit de 1928 à 1932, sur le modèle du Pavillon de Hanovre par Paul Bigot.
En 1920, fut créé le club de football l'Olympique Saint-Quentin.

### Seconde Guerre mondiale, Saint-Quentin sous la botte
La Seconde Guerre mondiale débuta, pour la France, le 3 septembre 1939. Après le Drôle de guerre, l'offensive allemande débuta le 10 mai 1940, l'avance des armées allemandes fut foudroyante, les Allemands atteignant Saint-Quentin dans la matinée du 18 mai, quatre longues années d'occupation commencèrent alors. L'exode de la population avait commencé le 13 mai. Le 18, seules 4 500 personnes étaient restées à Saint-Quentin.
Durant la Seconde Guerre mondiale, la ville fut occupée par les Allemands. Le Sipo-SD (police allemande) s'installa à Saint-Quentin en juin 1942, 12 bis rue Charles-Picard, il avait autorité sur le département de l'Aisne et celui de la Somme.

#### Rafles, internement et extermination des Juifs de Saint-Quentin

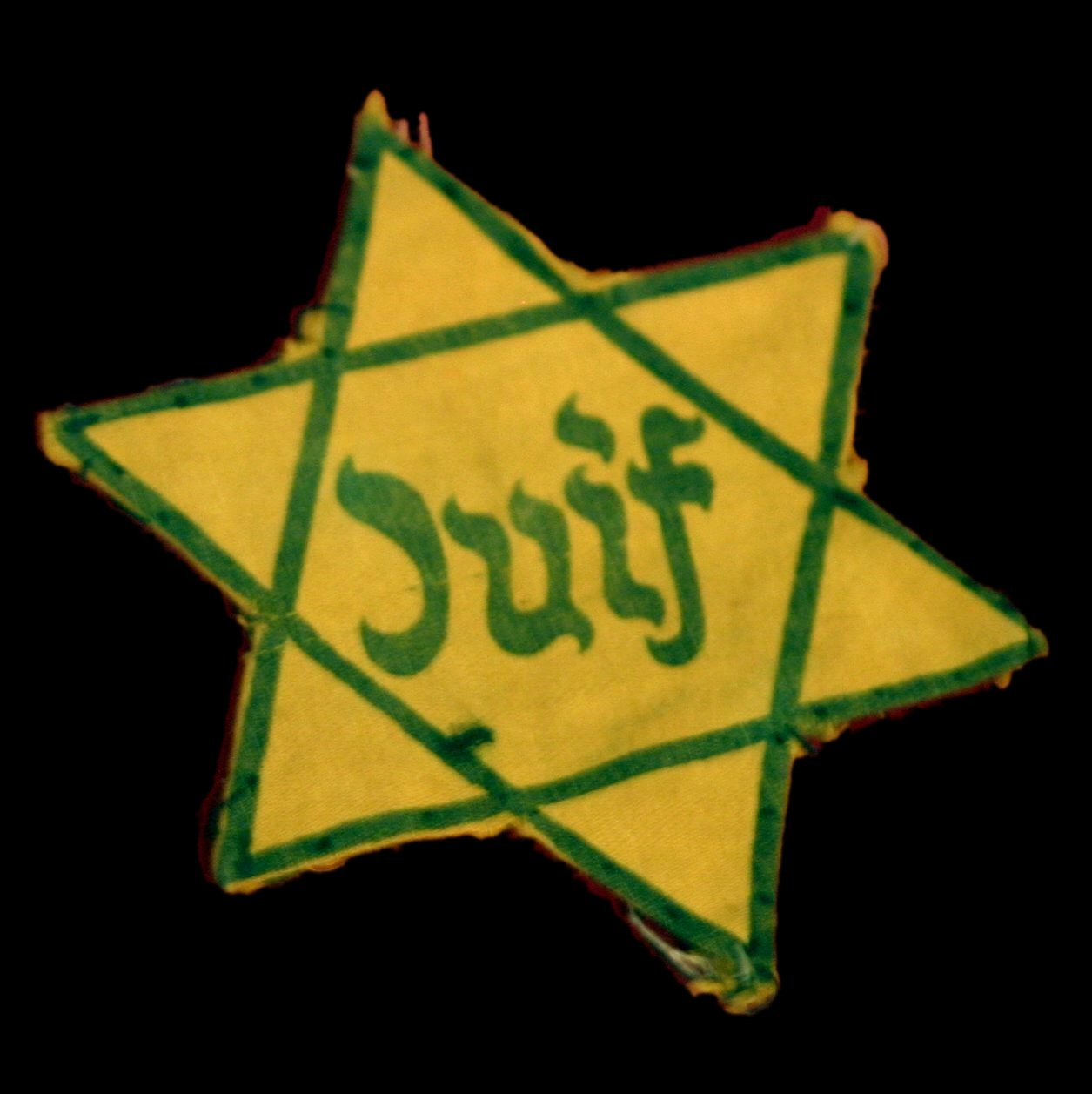

La petite communauté juive implantée à Saint-Quentin depuis plusieurs siècles (première mention écrite en 1234) s'étoffa avec l'arrivée de Juifs immigrés de Pologne ou de Turquie. La mise en œuvre de la Solution finale de la question juive en Europe par les Allemands frappa les Juifs de Saint-Quentin et de ses environs. Le 27 septembre 1940 une ordonnance allemande établissait, en zone occupée, le premier statut des Juifs et l'obligation pour eux de se faire recenser au commissariat de police. Le 18 octobre 1940 une deuxième ordonnance plaçait sous séquestre les entreprises et biens appartenant aux Juifs absents ou arrêtés (aryanisation). En juin 1942, le port de l'étoile jaune fut imposé aux Juifs. En juillet 1942, des Juifs de Saint-Quentin furent arrêtés, internés, déportés et exterminés à Auschwitz-Birkenau. Les arrestations se poursuivirent en 1943. En janvier 1944, les derniers Juifs vivant encore à Saint-Quentin furent raflés et déportés à leur tour. Treize familles juives de la ville furent arrêtées et déportées vers les camps de la mort.

#### Bombardement du 2 mars 1944, un raid inutile?
Le 2 mars 1944 vers 17 h 00, deux vagues d’une vingtaine de bombardiers américains survolèrent la ville et lâchèrent leurs bombes à dix minutes d'intervalle depuis une altitude de 2 000 à 3 000 mètres. Que visaient les aviateurs ? Les installations ferroviaires ? Elles ne sont pas à Saint-Quentin de première importance contrairement à celles de Tergnier. La mission était-elle d'interrompre la circulation ferroviaire sur une grande distance sur la ligne Paris-Bruxelles ? La destruction de l’écluse du canal de la Sambre à l’Oise était-elle un des objectifs ?
Furent touchés des immeubles d'habitation, la ligne de chemin de fer Paris-Bruxelles mais le trafic fut rétabli en quarante-huit heures et une péniche fut coulée. On déplora 91 civils tués et 150 blessés,,.

#### Exécution de résistants
Le tribunal militaire allemand de Saint-Quentin condamna à mort, les 6, 7 et 8 avril 1944, 27 résistants reconnus coupables d' « actes de franc-tireur, attentats et sabotages de voies ferrées ». Ils furent fusillés le 8 avril au stand de tir de Saint-Quentin au lieu-dit La Sentinelle.

#### Libération de la ville
Le 2 septembre 1944, les FFI déclenchèrent l'insurrection mais l'entrée des blindés de l'armée américaine de Patton provoqua une panique parmi la population, des éléments retardataires allemands ouvrant le feu. Le 3 septembre 1944, la ville fut enfin libérée. Le bilan humain fut lourd pour les Saint-Quentinois : 34 tués et 11 blessés.

### Les Trente Glorieuses à Saint-Quentin, la prospérité retrouvée

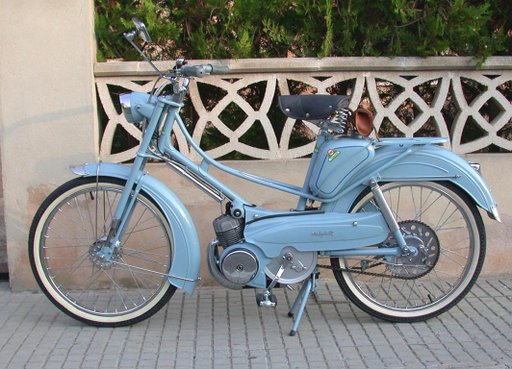
Mobylette bleue de Motobécane.

Les chiffres de la population sont explicites : le niveau des 55 000 habitants atteint en 1911 ne fut retrouvé qu'au milieu des années 1950, dans le contexte favorable des Trente Glorieuses. Le développement de la ville reprit, fondé sur la tradition industrielle textile et mécanique. En 1951, la société Motobécane délocalisa ses ateliers de production de véhicules deux roues de Pantin, en banlieue parisienne à Saint-Quentin et devint de ce fait l'un des principaux acteurs de l'activité économique saint-quentinoise. Le produit phare de la marque fut la mobylette bleue (750 000 exemplaires fabriqués en 1974).
En 1965, le groupe L'Oréal installa une usine de production d'aérosols, des sprays, des déodorants, des laques, des crèmes.
Cette prospérité se poursuivit jusqu'au milieu des années 1970, période où l'industrie textile française commença à souffrir de la concurrence des pays où la main d'œuvre était moins chère notamment la Tunisie et la Turquie.
En 1973, fut créé le Saint-Quentin Basket-Ball.

### Saint-Quentin frappée par la désindustrialisation à la fin duXXesiècle
À partir du milieu des années 1970, Saint-Quentin subit un phénomène de désindustrialisation générant un profond malaise social. En 1984 la société Motobécane fit faillite, la société passa sous le contrôle de la firme japonaise Yamaha et devint MBK industrie. Le nombre de salariés est aujourd'hui d'un peu plus de 600 et la production se poursuit : 80 000 deux roues dont 18 000 vélos électriques.
C'est l'industrie textile saint-quentinoise qui eut le plus à souffrir de la concurrence des pays à bas coût de main-d'œuvre d'Asie principalement. Les usines fermèrent les unes après les autres, les pertes d'emplois se multiplièrent entraînant le déclin démographique de la ville : de 67 000 habitants en 1975, la ville est passée à 53 000 en 2020.